# Dynastia Tang
Dynastia Tang (chiń. 唐朝; pinyin Táng Cháo; wym. [tʰɑ̌ŋ tʂʰɑ̌ʊ]; język średniochiński: dhɑng) (18 czerwca 618 – 1 czerwca 907) – dynastia cesarska w Chinach, następczyni dynastii Sui i poprzedniczka Pięciu Dynastii i Dziesięciu Królestw. Została założona przez ród Li (李), który przechwycił władzę w czasie upadku dynastii Sui. Rządy dynastii zostały na krótko przerwane przez tzw. drugą dynastię Zhou (8 października 690 – 3 marca 705), kiedy to tron objęła cesarzowa Wu Zetian, pierwsza i jedyna kobieta bezpośrednio (a nie np. jako regentka) rządząca Chinami.
Dynastia Tang, ze stolicą w Chang’an (dzis. Xi’an), ówcześnie największym miastem świata, jest uważana za najświetniejszy okres dawnej kultury chińskiej, równy lub przewyższający czasy wcześniejszej dynastii Han, pamiętanej jako złoty wiek kosmopolitycznej kultury. Kampanie wojenne pierwszych cesarzy zajęły terytoria większe od hanowskich, dorównując zasięgiem późniejszym dynastiom Yuan i Qing. Przeprowadzone w VII i VIII w. dwa spisy ludności wykazały, że w cesarstwie mieszkało w zarejestrowanych gospodarstwach domowych ok. 50 milionów ludzi.
Mając oparcie w licznej ludności, władcy byli w stanie stworzyć zawodowe i poborowe armie, liczące setki tysięcy żołnierzy i konkurować z nomadycznymi państwami o dominację w Azji Środkowej i panowanie nad szlakiem jedwabnym. Wiele państw i królestw płaciło trybut dworowi tangowskiemu, a dynastia podbiła też szerokie obszary, nad którymi rozciągnęła pośrednią kontrolę poprzez system protektoratów. Tangowie, oprócz kontroli politycznej, wywierali też ogromny wpływ kulturowy na sąsiadujące kraje, takie jak Korea, Japonia i Wietnam.
Czasy dynastii Tang były głównie okresem rozwoju i stabilizacji, z wyjątkiem powstania An Lushana i czasów upadku rządu centralnego pod koniec dynastii. Podobnie jak Sui, Tangowie utrzymywali system służby publicznej złożonej z uczonych-urzędników rekrutowanych drogą oficjalnych egzaminów i rekomendacji na stanowisko. System ten stracił na ważności wraz ze wzrostem roli gubernatorów wojskowych, zwanych jiedushi, w IX wieku. Kultura chińska rozkwitała i rozwijała się w okresie Tang – szczególnie poezja chińska, dla której był to „złoty wiek”. Wśród wielu wybitnych poetów należy wspomnieć uznanych za największych: Li Baia i Du Fu; wśród malarzy wspomnieć warto o Han Ganie, Zhang Xuanie i Zhou Fangu. Publikowano encyklopedie, teksty geograficzne i kompilowano obszerne dzieła historyczne. Wzorem dla okolicznych krajów stał się tangowski kodeks prawny.
Wśród licznych wynalazków tej epoki do rozpowszechnienia wiedzy przyczynił się wynalazek druku całostronicowego. Buddyzm stał się potężną siłą w kulturze chińskiej i znacząco wzrosła rola jego rodzimych, chińskich szkół. Równocześnie jednak pod koniec dynastii nastąpiły największe prześladowania buddyzmu w Chinach, w wyniku czego stracił on na znaczeniu. Osłabienie władzy centralnej i rządu w IX w. nie przełożyło się na upadek kulturowy i sztuka rozwijała się nadal bardzo bujnie. Osłabiony rząd centralny wycofał się z aktywnej polityki ekonomicznej, ale chińskie interesy handlowe były podtrzymywane i wymiana handlowa toczyła się nadal.

## Historia

### Ustanowienie

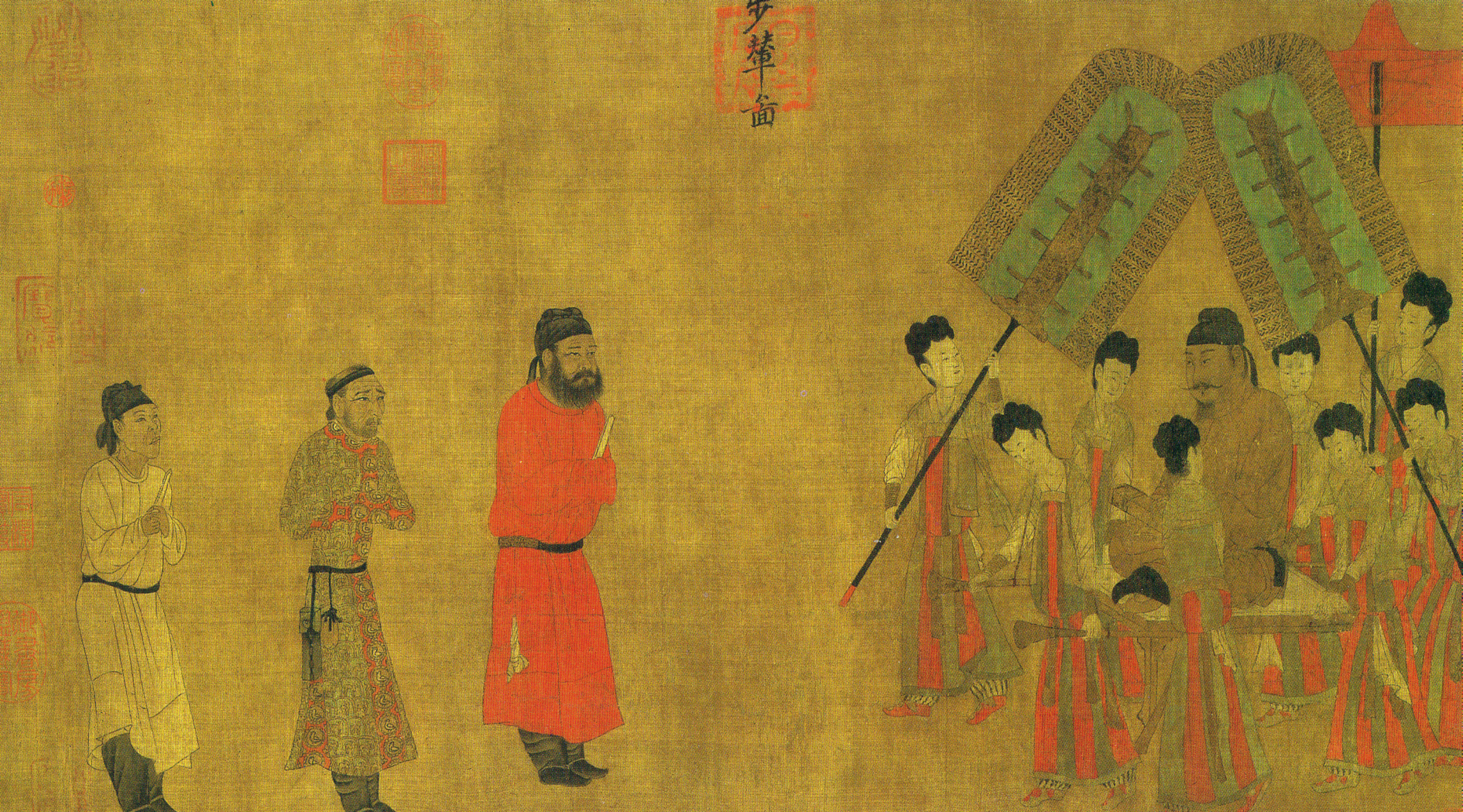
Cesarz Taizong (r. 626–649) podejmuje na dworze Ludongzana, ambasadora Tybetu; obraz Yan Libena (600–673) z roku 641. Zbiory Muzeum Pałacowego w Pekinie

Ród Li (李) należał do arystokracji z północnego zachodu Chin, która stanowiła większość warstwy rządzącej za czasów Sui. Matka cesarza Yangdi z dynastii Sui była siostrą matki założyciela dynastii Tang, czyli ci dwaj cesarze z kolejnych dynastii byli kuzynami pierwszego stopnia. Li Yuan (późniejszy cesarz Gaozu z dynastii Tang, 618–626) nosił tytuł diuka Tang i był byłym gubernatorem Taiyuanu, w czasie gdy inni wysocy urzędnicy walczyli z przywódcami bandytów w okresie upadku dynastii Sui (po części spowodowanego niepowodzeniami w wojnie z Goguryeo). Wykorzystując prestiż, jakim się cieszył, oraz swoje doświadczenie wojskowe, rozpoczął on rebelię, w czym wspomagali go syn i córka, księżniczka Pingyuan (zm. 623), która także zorganizowała własne oddziały, nad którymi objęła dowództwo. W 617 Li Yuan zajął Chang’an i objął regencję w imieniu małoletniego cesarza Sui Gongdi, który w rzeczywistości był jego marionetką, a cesarza Yangdi zmusił do przejścia na polityczną emeryturę (tzw. Taishang Huang „cesarz-ojciec” obecnego cesarza). Gdy cesarz Yangdi został zamordowany przez swego generała Yuwen Huaji (zm. 619), 18 czerwca 618 Li Yuan ogłosił się cesarzem nowej dynastii: Tang.
Li Yuan rządził do 626, kiedy to jego syn Li Shimin, książę Qin, zmusił go do abdykacji. Li Shimin dowodził wojskiem od wieku lat 18. Był znany ze swych skutecznych szarży kawaleryjskich, świetnie posługiwał się łukiem, mieczem i włócznią. Koło Luoyangu, w bitwie pod Hulao 28 maja 621, pobił silniejszą liczebnie armię Dou Jiande (573–621). Obawiając się zamachu, Li Shimin 2 lipca 626 urządził zasadzkę, znaną jako incydent pod bramą Xuanwu, i zamordował swych dwóch braci, Li Yuanji (ur. 603) i następcę tronu – Li Jianchenga (ur. 589). Wkrótce potem ojciec abdykował na jego rzecz i Li Shimin zajął tron, przechodząc do historii pod swym imieniem świątynnym jako cesarz Tang Taizong (唐太宗).
Aczkolwiek zabijając swych braci i pozbawiając ojca tronu, Taizong pogwałcił podstawowe zasady konfucjańskie, w szczególności nabożności synowskiej, okazał się jednak władcą bardzo sprawnym i umiejącym korzystać z dobrych rad najmędrszych członków swej rady. W 628 urządził ku czci ofiar wojny buddyjskie nabożeństwo, a w 629 nakazał wznieść klasztory buddyjskie na pobojowiskach głównych bitew, by mnisi mogli modlić się za poległych po obu stronach. W wyniku kampanii przeciw wschodniemu kaganatowi tureckiemu, Li Jing (571–649), sławny dowódca tangowski, który potem został wielkim kanclerzem, rozbił siły Göktürków i pochwycił ich władcę kagana Illiga. W wyniku tego zwycięstwa Turkuci uznali Taizonga za swego kagana i w ten sposób Syn Nieba został Wielkim Chanem (Tian Kehan, 天可汗).

### Administracja i polityka

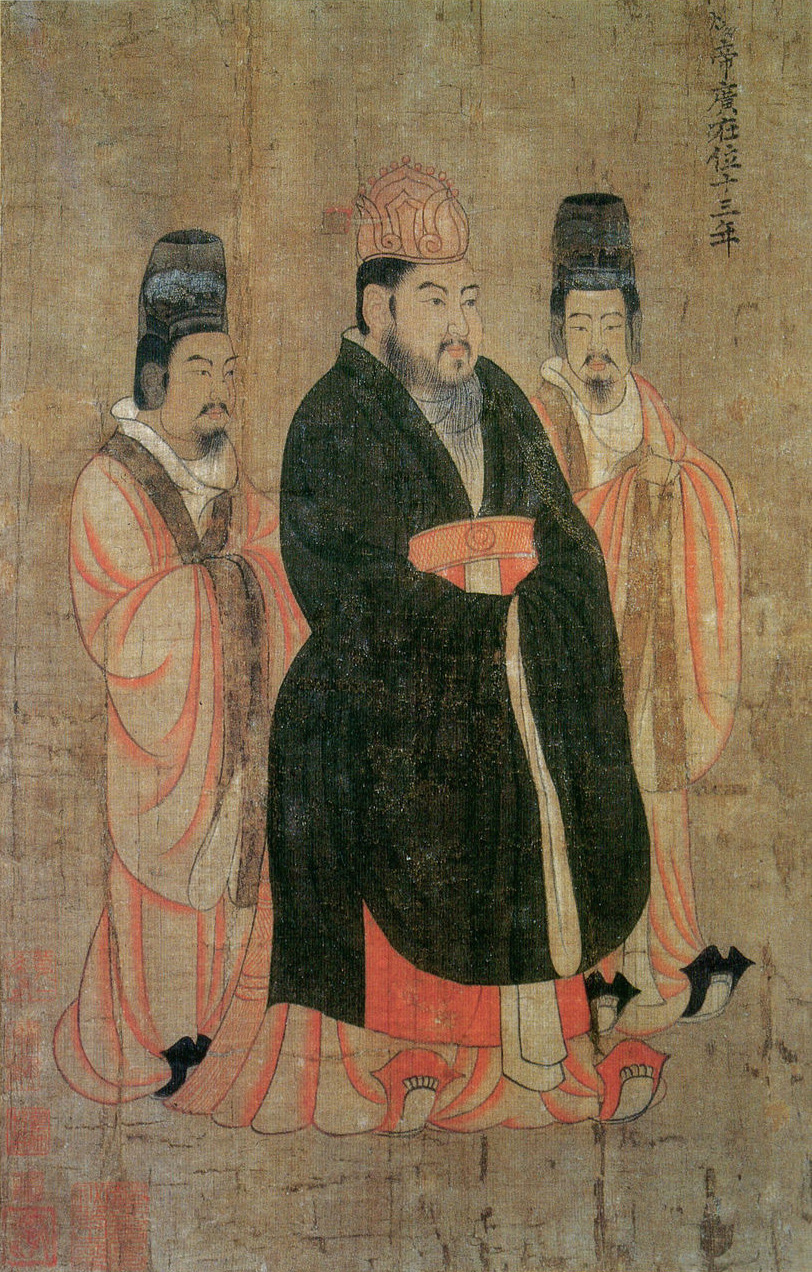
Portret cesarza Yanga z dynastii Sui, zamówiony w roku 643 przez cesarza Taizonga, autorstwa Yan Libena (600–673). Fragment Zwoju Trzynastu Cesarzy. Museum of Fine Arts w Bostonie

#### Wczesne reformy
Taizong podjął próbę rozwiązania problemów administracyjnych, które gnębiły wcześniejsze dynastie. W tym celu, opierając się na kodeksie dynastii Sui, wydał zbiór praw. Kodeks tangowski stał się wzorem prawodawstwa dla przyszłych dynastii chińskich, naśladowały go także sąsiadujące państwa (Wietnam, Korea i Japonia). Najwcześniejszy zachowany kodeks został ustanowiony w roku 653; podzielony na 500 artykułów, wylicza rozmaite rodzaje przestępstw i kar, jak 10 uderzeń lekkim kijem, 100 uderzeń ciężkim kijem, wygnanie, kara więzienia i egzekucja. Prawo wyraźnie różnicowało surowość kary za takie same przestępstwa w zależności od pozycji winnego w hierarchii społecznej i politycznej. Przykładowo, inną karę wymierzano za zabójstwo pana przez sługę lub stryja przez bratanka niż za zabójstwo sługi przez pana lub bratanka przez stryja. Kodeks tangowski został w większości zachowany w późniejszych zbiorach praw, np. we wczesnomingowskim kodeksie z 1397, aczkolwiek niektóre elementy podlegały znaczącym rewizjom, np. przepisy dotyczące prawa kobiet do dziedziczenia własności zostały znacząco poprawione w czasach dynastii Song (960–1279).
Rząd Tangów posiadał trzy departamenty (省, shěng), odpowiedzialne odpowiednio za projektowanie, ocenę i wdrażanie projektów politycznych. Ponadto istniało sześć ministerstw (部, bù), podlegających wydziałowi odpowiedzialnemu za wdrażanie polityki, każde z oddzielnym zestawem zadań do wykonania. Personel zatrudniony w tych instytucjach (trzech departamentach i sześciu ministerstwach) obejmował osoby odpowiedzialne za administrację, finanse, ceremonie, wojskowość, sprawiedliwość i prace publiczne, tworząc system, który był następnie wykorzystywany aż do końca ery imperialnej i upadku dynastii Qing (1644–1912). Chociaż założyciele dynastii Tang odwoływali się do chwalebnych przykładów z czasów hanowskich, ich system administracyjny był zasadniczo oparty na wzorach z czasów dynastii Południowych i Północnych. Między innymi kontynuowano system wojsk milicyjnych fubing z czasów północnej dynastii Zhou (557–581), a także system żołnierzy-rolników, którzy służyli na zmianę w stolicy lub na granicy, a w międzyczasie uprawiali ziemię, dopóki nie otrzymali należącego im się po dłuższym czasie nadania. Zachowano także, z kilkoma modyfikacjami, system równego pola (juntian) Północnej dynastii Wei (386–534).

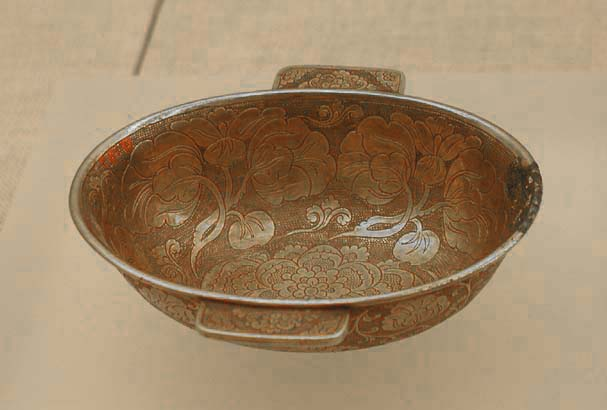
Tangowski pozłacany kubek ze srebrnym uchem, zdobiony motywem kwiatowym. Muzeum Historyczne Shaanxi

Aczkolwiek w celu szacowania wysokości podatków rządy centralny i prowincjonalne gromadziły ogromne zbiory dokumentów dotyczących własności ziemi, prywatne spisy i podpisywane umowy stały się powszechne wśród zamożnych i wykształconych warstw społeczeństwa tangowskiego. Dokumenty te miały swoje własne numery i były podpisane przez świadków i skrybów, by mogły służyć jako dowód legalności własności w przypadku sprawy sądowej. Pierwsze tego typu dokumenty pojawiły się już za czasów dynastii Han, a za późniejszych dynastii upowszechnił się i zakorzenił w chińskiej kulturze literackiej specyficzny język prawny tych kontraktów.
Centrum potęgi politycznej Tangów mieściło się w ich stolicy Chang’anie, gdzie znajdował się obszerny pałac cesarski, a cesarz przyjmował i gościł emisariuszy politycznych. Muzyka, zawody sportowe, akrobaci, poezja, malarstwo i przedstawienia teatralne dostarczały im rozrywki. Stolica „cierpiała” też na nadmiar bogactw i zasobów. Gdy urzędnicy prefekturalni przybyli w 634, by złożyć swój coroczny raport o stanie zarządzanych przez nich terytoriów, cesarz Taizong zorientował się, że brakuje odpowiednich kwater, by ich wszystkich przyjąć i że konieczne jest wynajęcie pokoi u kupców. Nakazał więc urzędnikom municypalnym z wydziału budowlanego zbudowanie w stolicy każdemu przyjezdnemu urzędnikowi jego prywatnego domu.

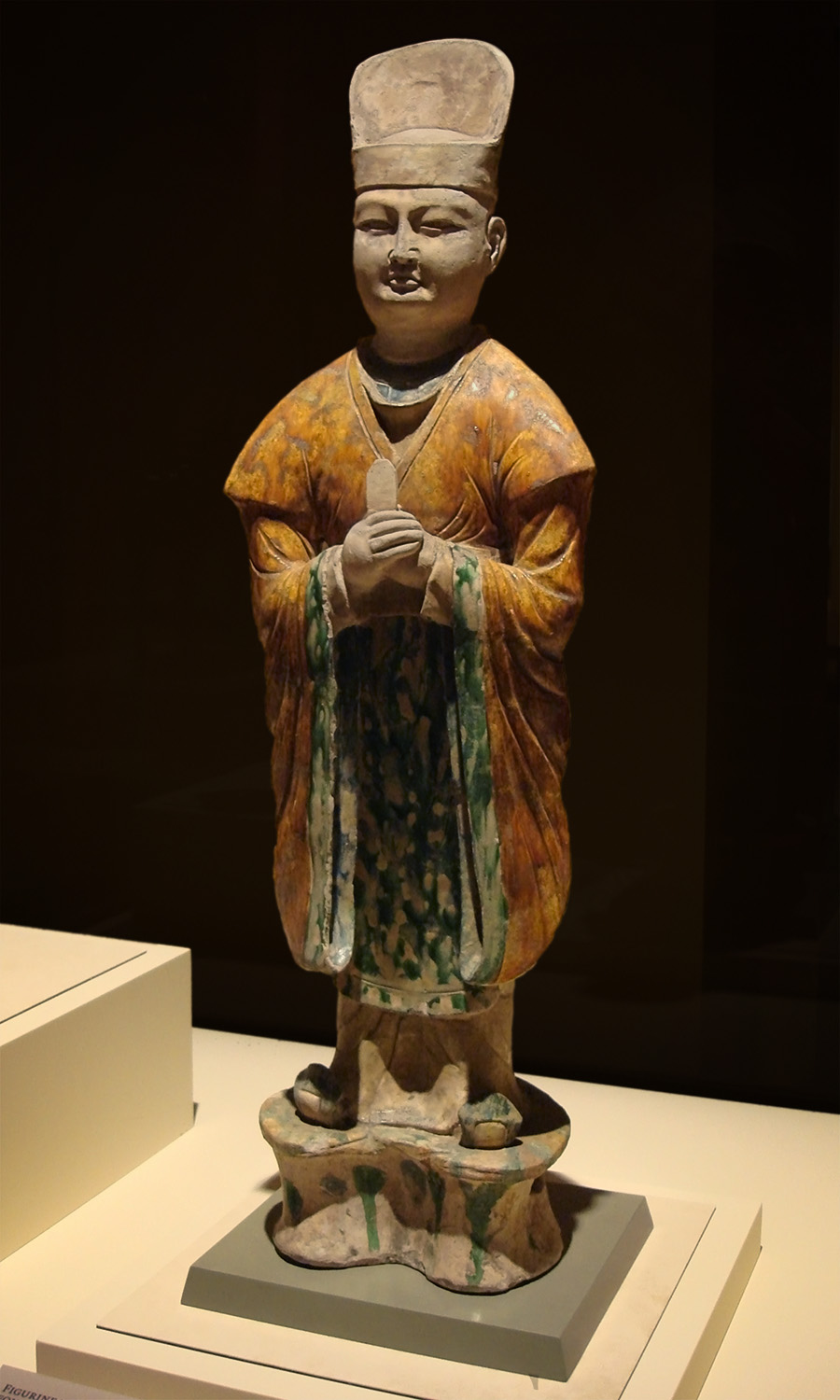
Tangowska figurka urzędnika w tradycyjnym chińskim stroju, z pokrytej szkliwem ceramiki sancai. Jego strój składa się z wysokiego kapelusza, zewnętrznej szaty o szerokich rękawach, przewiązanej szerokim pasem, ozdobionym z przodu kwadratowym „fartuszkiem”; nad butami o kwadratowych noskach widać rąbek białej szaty spodniej. W dłoniach trzyma tabliczkę, gotów do złożenia raportu swym przełożonym

#### Egzaminy urzędnicze
Podobnie jak poprzednia dynastia, Sui, Tangowie porzucili system dziewięciu rang na rzecz szerokiej służby cywilnej. Studenci szkoły konfucjańskiej mogli przystępować do egzaminów urzędniczych, po zdaniu których mogli być nominowani na stanowiska urzędnicze we władzach lokalnych, prowincjonalnych lub centralnych. Egzaminy były dwojakiego typu, mingjing ([kandydat] oświecony w klasykach) i jinshi ([kandydat] zaprezentowany jako uczony). Mingjing opierały się na klasykach konfucjańskich, sprawdzając znajomość szerokiej gamy tekstów przez kandydata. Jinshi, polegające na napisaniu esejów w odpowiedzi na pytania dotyczące kwestii rządów i polityki, sprawdzały nie tylko wiedzę, lecz też umiejętność wyrażania się na piśmie, w tym komponowania wierszy. Kandydatów oceniano także ze względu na ich prezencję, sposób wysławiania się i zachowania się oraz umiejętności kaligraficzne. Wszystkie te kryteria podlegały bardzo subiektywnym ocenom i dawały przewagę członkom zamożnych elit, ponieważ ubożsi kandydaci nie mieli okazji ani środków, aby uczyć się eleganckiej retoryki czy wytwornej kaligrafii. Powodowało to poważną dysproporcję między liczbą urzędników pochodzących z rodzin arystokratycznych a liczbą pozostałych kandydatów. Zasadniczo egzaminy otwarte były dla wszystkich mężczyzn, których ojcowie nie pochodzili z warstwy kupieckiej lub rzemieślniczej; szlachetne pochodzenie i zamożność nie były konieczne, by otrzymać rekomendację. Rząd tangowski ustanowił państwowe szkoły i wydał standardowe wersje konfucjańskiego pięcioksięgu, z wybranymi komentarzami, by promować edukację w duchu konfucjańskim.
Tego typu system konkursowy stworzono, by zaangażować do służby państwowej najwybitniejsze jednostki. Ponadto – a dla władców tangowskich był to nawet większy problem – umożliwiał on stworzenie korpusu służby państwowej, złożonego z urzędników nieposiadających własnego, terytorialnego lub rodzinnego, źródła siły politycznej. Cesarze wiedzieli bowiem, że uzależnienie cesarstwa od potężnych rodów arystokratycznych lub wojskowych może wpływać destabilizująco na państwo. Tangowski kodeks prawny nakazywał równy podział majątku między legalnych potomków, co zwiększało nieco ruchliwość społeczną i zapobiegało przekształceniu się potężnych urzędników dworskich w arystokrację ziemiańską dzięki primogeniturze. W efekcie, ci uczeni-urzędnicy posiadali wysoki status w swoich lokalnych społecznościach i rodzinach, ale także podzielali wartości, które łączyły ich z dworem cesarskim. Od czasów tangowskich aż do końca dynastii Qing ci uczeni-urzędnicy funkcjonowali jako pośrednicy między niższymi warstwami społeczeństwa a rządem. Pełny potencjał szeroko wdrożonego systemu egzaminacyjnego nie został wykorzystany aż do czasów dynastii Song, kiedy  zorientowani na osiągnięcia urzędnicy w większości porzucili arystokratyczne obyczaje i określali swój status społeczny poprzez uczestnictwo w systemie egzaminów. Wykorzystany na niewielką skalę za czasów Sui i Tang system egzaminacyjny stał się narzędziem dla pierwszych cesarzy dynastii Song, którzy obawiając się ambitnych generałów, bardzo rozbudowali cywilny pion administracji i związany z nim system szkolno-egzaminacyjny. Trzeba jednak podkreślić, że to właśnie dynastie Sui i Tang zinstytucjonalizowały i położyły podwaliny pod opartą na egzaminach służbę cywilną i nową elitę, w postaci klasy uczonych-urzędników rekrutujących się spośród absolwentów tych egzaminów.

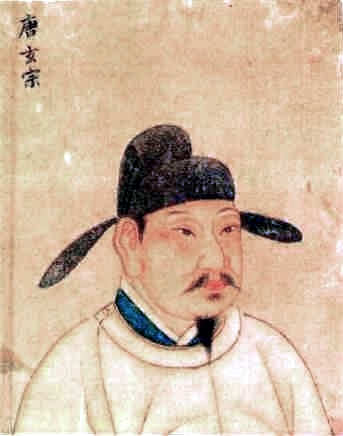
Cesarz Tang Xuanzong w szacie i nakryciu głowy konfucjańskiego uczonego. Fragment portretu znajdującego się w Narodowym Muzeum Pałacowym w Tajpej

#### Religia i polityka
Religia od samego początku odgrywała ważną rolę w polityce tangowskiej. Li Yuan, dążąc do pozyskania większego poparcia, powoływał się na swoje pochodzenie od taoistycznego mistrza Laozi (VI w.p.n.e.). Starający się o urzędy zwracali się do buddyjskich mnichów, by ci składali za nich publiczne modły, w zamian za dary i donacje, gdy dana osoba została wybrana. Przed prześladowaniami buddyzmu w IX w., zarówno buddyzm, jak i taoizm cieszyły się przychylnością dworu; cesarz Tang Xuanzong (panował 712–56) zapraszał mnichów i kapłanów obu religii na swój dwór. Równocześnie cesarz ten uhonorował starożytnego mistrza Laozi, nadając mu zaszczytne tytuły, napisał komentarz do jego księgi, ustanowił szkołę, która miała przygotowywać kandydatów do taoistycznych egzaminów i zwrócił się do indyjskiego mnicha Vadżrabodhiego (671–741) o odprawienie ceremonii tantrycznych, by odpędzić suszę, która panowała w 726. W 742 cesarz Xuanzong osobiście trzymał kadzielnicę podczas ceremonii, którą dla zapewnienia tangowskim armiom zwycięstwa odprawił cejloński mnich Amoghawadżra (705–74).
Religia odgrywała rolę w polityce, ale polityka też grała rolę w religii. W 714 cesarz Xuanzong zakazał sklepom i przekupniom w Chang’anie sprzedaży kopii sutr buddyjskich, powierzając mnichom klasztorów buddyjskich wyłączne prawo do dystrybucji sutr członkom laikatu. Z drugiej strony, rok wcześniej, w 713, ten sam cesarz zlikwidował nader zyskowny „Niewyczerpany Skarbiec”, prowadzony przez jeden z głównych buddyjskich klasztorów w mieście. Klasztor ten zgromadził wielkie ilości monet, jedwabiu i innych skarbów, które wielu grzeszników zostawiało na terenie świątyni jako datki. Aczkolwiek klasztor szczodrze rozdawał swe dary, cesarz, stawiając zarzut oszukańczych operacji bankowych, zlikwidował skarbiec na mocy specjalnego edyktu, zajął majątek i rozdysponował go między inne klasztory taoistyczne i buddyjskie, część zużywając na remonty hal, posągów i sal, a także mostów w mieście.

#### Podatki i spisy ludności

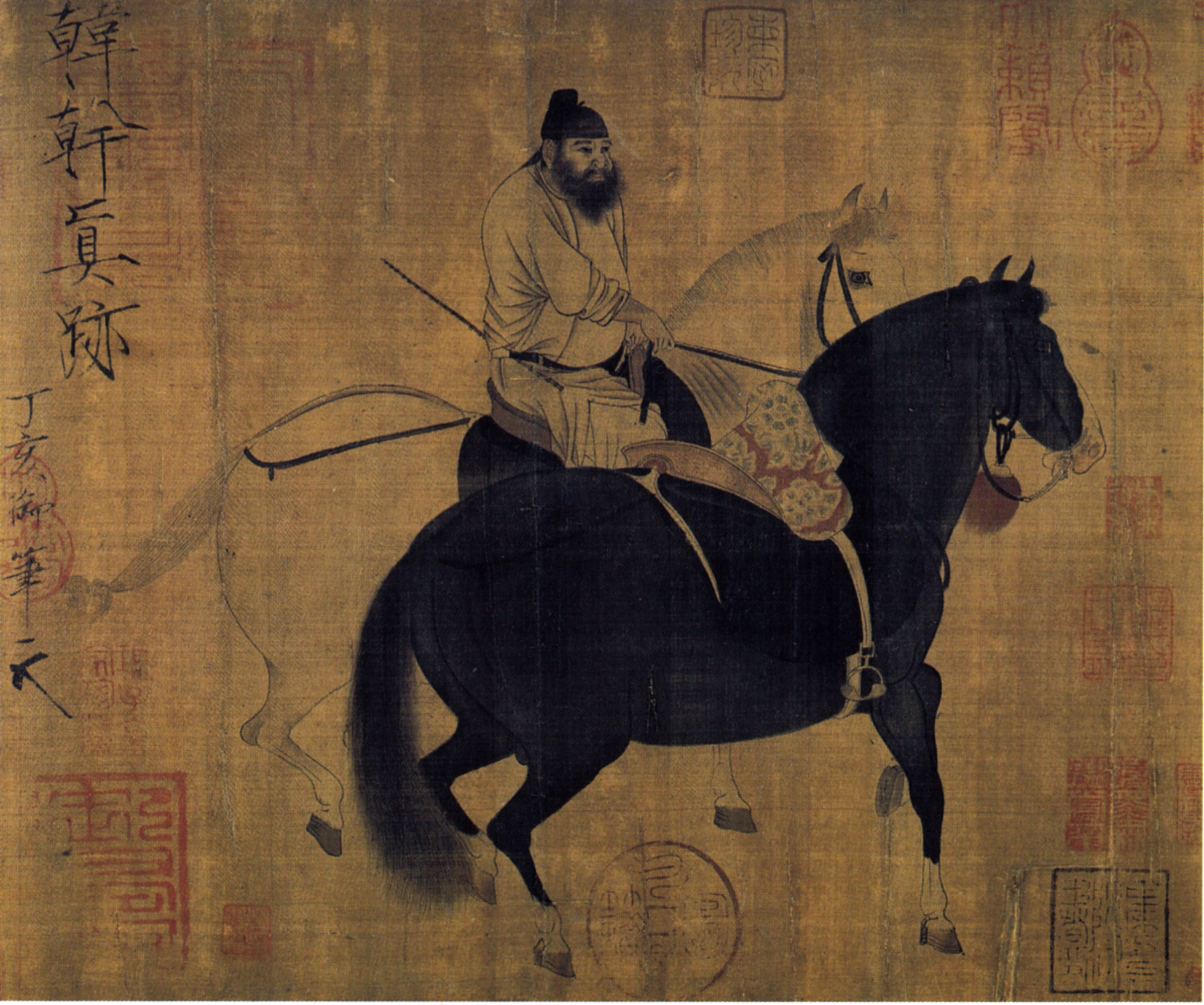
Mężczyzna pasący konie, autorstwa Han Gana (706–783), nadwornego malarza cesarza Xuanzonga. Narodowe Muzeum Pałacowe

Rząd dynastii Tang podjął próbę sporządzenia dokładnego spisu ludności imperium, głównie w celach podatkowych i poboru do wojska w poszczególnych regionach. Wczesny rząd tangowski ustanowił dla każdego gospodarstwa domowego stosunkowo niski wymiar podatków pobieranych w zbożu i tkaninach. Celem tego było zachęcenie rodzin, by rejestrowały się jako płacące podatki, a nie starały się unikać kontaktów z administracją. Dzięki temu rząd dysponował dokładnymi spisami podatników. W spisie z 609 urzędnicy określili populację cesarstwa na ok. 9 mln gospodarstw domowych, czyli ok. 50 mln osób. Podobny wynik, także ok. 50 mln, wykazał spis z 742. Według Patricii Ebrey, nawet jeśli dość znaczna grupa ludności uniknęła rejestracji podczas spisów podatkowych, liczba ta oznacza, że populacja Chin nie wzrosła znacząco od czasów dynastii Han (przeprowadzony przez tę dynastię spis w 2 r.n.e. wykazał ok. 58 mln ludzi). Nie zgadza się z tym S.A.M. Adshead, twierdząc, że populacja Chin w 750 roku liczyła ok. 75 mln.
Według tangowskiego spisu z 754 cesarstwo obejmowało 1859 miast, 321 prefektur i 1538 powiatów. Choć za czasów dynastii wiele miast bardzo się rozwinęło i osiągnęło znaczne rozmiary, większość populacji (80-90%) zamieszkiwała tereny rolniczo-wiejskie. Za czasów panowania Tangów doszło do ogromnej zmiany w rozmieszczeniu ludności: na początku 75% zamieszkiwało północne Chiny, podczas gdy pod koniec panowania ludność dzieliła się mniej więcej po równo pomiędzy północ i południe.
Liczba ludności w Chinach nie wzrosła gwałtownie aż do czasów dynastii Song, kiedy to uległa podwojeniu, sięgając 100 milionów. Spowodowane było to rozszerzeniem upraw ryżu w środkowych i południowych Chinach, jak również wzrostem wydajności rolników, którzy wytwarzali więcej żywności i mogli ją dostarczać na rynki miejskie.

### Polityka zagraniczna i wojskowa

#### Protektoraty i państwa trybutarne

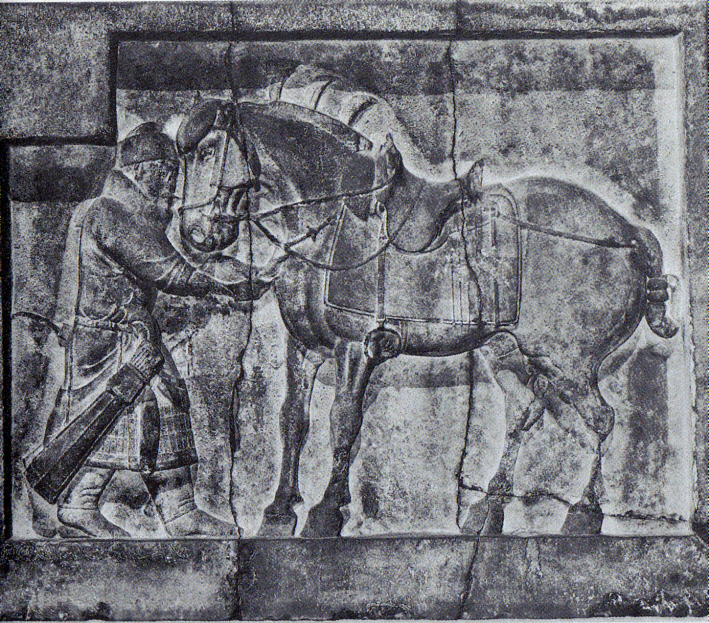
bas-relief z grobowca cesarza Taizonga, przedstawiający żołnierza z koniem z założonym skomplikowanym rzędem końskim; ok. 650 r. University of Pennsylvania Museum of Archaeology and Anthropology

Okres 150 lat od początku VII do połowy VIII w. uważane są za szczytowy okres rozwoju cesarstwa tangowskiego. Za panowania cesarza Xuanzonga Chiny Właściwe przeżywały swój złoty wiek, kwitł handel na Jedwabnym Szlaku, a w granicach cesarstwa znajdowały się tak odległe kraje, jak znaczna część Indochin czy większość Azji Centralnej; Kaszmir nad granicą z Persją był chińskim protektoratem, a armie chińskie panowały nad Pamirem (dzisiejszy Tadżykistan).
Wśród krajów, które płaciły Tangom trybut należy wymienić Kaszmir, Nepal, Hoten, Kuche, Kaszgar, Japonię, Koreę, Czampę i królestwa leżące w dolinach Amu- i Syr-darii. Nomadzi turkijscy zwracali się do cesarzy z dynastii Tang używając tytułu Tian Kehan (dosł. „niebiański chan”). Po stłumieniu w bitwie nad Issyk-kulem w 657 przez Su Dingfanga (591–667) wielkiej rebelii w Zachodnim Kaganacie Tureckim pod wodzą Helu-kagana (zm. 658), cesarz Gaozong ustanowił kilka nowych protektoratów pod komendą Generała-Protektora, które rozszerzały chińską sferę wpływów, aż po prowincję Herat w zachodnim Afganistanie. Generałowie-protektorzy mieli szerokie uprawnienia do działania bez konsultacji z władzami centralnymi, by móc szybko reagować na lokalne problemy. Po okresie rządów cesarza Xuanzonga, władza gubernatorów wojskowych (jiedushi) została bardzo zwiększona: m.in. otrzymali prawo do utrzymywania własnych armii, zbierania podatków i dziedziczenia tytułów; ten moment uznaje się za początek końca centralnej władzy dynastii.

#### System służby wojskowej
W 737 cesarz Xuanzong zastąpił armią zawodową dawny system powoływania żołnierzy z poboru. Dotychczas żołnierze służyli trzy lata, po czym zastępował ich następny pobór; zawodowi żołnierze służący znacznie dłużej, byli lepiej wyćwiczeni i doświadczeni, a przez to bardziej efektywni. System ten był też tańszy: wydatki na ćwiczenie nowych rekrutów co trzy lata i transport ich na tereny pogranicza, poważnie obciążały budżet. Pod koniec VII w. żołnierze oddziałów fubing zaczęli porzucać służbę i domy, zapewnione im na podstawie tzw. „systemu równego pola”. Wzrost populacji i skupowanie ziemi przez bogatsze rody powodowało, że rodziny żołnierzy, na które powinno przypadać ok. 100 mu ziemi, w rzeczywistości posiadały jej dużo mniej. Zmagający się z trudnymi warunkami ekonomicznymi chłopi, a także zwykli włóczędzy, zaciągali się do armii, kuszeni ulgami podatkowymi i zwolnieniem z szarwarku, a także obietnicą przyznania ziemi i dachu nad głową dla rodzin, które decydowały się towarzyszyć im w służbie w regionach nadgranicznych. Do 742 liczebność armii tangowskiej wzrosła do ok. 500 000 żołnierzy.

#### Rejony Zachodnie i tureckie

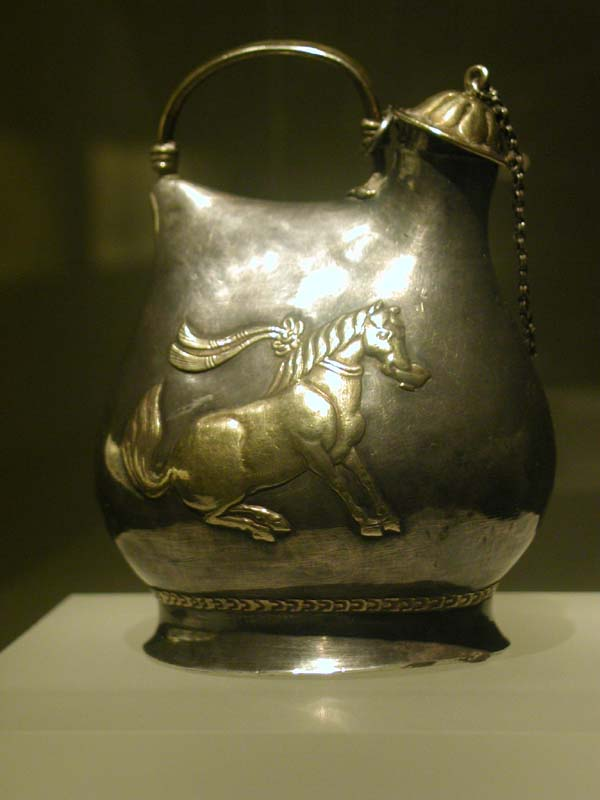
Tangowski pozłacany dzban srebrny, w kształcie torby skórzanej, używanej przez północnych nomadów, ozdobiony motywem konia tańczącego z kubkiem wina w pysku, jak to robiły tresowane konie cesarza Xuanzonga. Muzeum Historyczne Shaanxi

Zarówno dynastia Sui, jak i Tang prowadziły bardzo skuteczne kampanie wojskowe przeciw nomadom stepów. Następnie Chińczycy musieli rozwiązać problem ludów tureckich, które stawały się dominującą grupą etniczną w Azji Środkowej. Aby zapobiec zagrożeniom ze strony Turków, władcy Sui umocnili nadgraniczne fortyfikacje oraz przyjmowali wysyłane misje handlowe i poselstwa z trybutem. Wydali również (w roku 597, 599, 614 i 617) cztery księżniczki dworu cesarskiego za przywódców klanów tureckich; podsycali także konflikty między różnymi grupami etnicznymi a Turkami. Także już w okresie Sui, Turcy stali się główną siłą militarną na usługach państwa chińskiego. Gdy w 605 Kitanowie rozpoczęli najazdy na północno-wschodnie Chiny, chiński generał poprowadził przeciwko nim dwudziestotysięczną armię złożoną z Turków, pomiędzy których rozdzielił, jako nagrodę, zdobyte kitańskie bydło i kobiety. Dwukrotnie, w latach 635 do 636, tangowskie księżniczki krwi wyszły za tureckich najemników, czy generałów w służbie chińskiej. Do 755 w armii tangowskiej służyło ok. 10 generałów tureckich. Choć większość wojsk tangowskich stanowiły oddziały fubing złożone z chińskich poborowych, większość oddziałów dowodzonych przez tureckich generałów, składała się z nie-Chińczyków i działała głównie na terenach zachodnich, gdzie wojsk fubing było niewiele. Część tych „tureckich” oddziałów składała się z Chińczyków Han, którzy przyjęli nomadyczny styl życia (ludy „zdesinizowane”).
Około 626 wojna domowa w Chinach niemal całkiem wygasła – jeden z ostatnich chińskich przywódców sprzeciwiający się Tangom, Liang Shidu, został pokonany w 628 na pustyni Ordos; zakończywszy konflikty wewnętrzne, Tangowie rozpoczęli ofensywę przeciwko Turkom. W 630 ich armie zajęły Ordos, dzisiejszą Mongolię Wewnętrzną i południową Mongolię. Po tym zwycięstwie, cesarz Taizong przyjął tytuł Wielkiego Chana, a wiele ludów tureckich zaprzysięgło lojalność wobec niego i cesarstwa chińskiego (kilka tysięcy Turków zamieszkało nawet w stolicy Chin – Chang’anie). 11 czerwca 631 cesarz Taizong wysłał posłów z darami ze złota i jedwabiu do Xueyantuo, by przekonać ich do uwolnienia Chińczyków porwanych przez nich z terenów nadgranicznych w czasie wojen domowych podczas upadku dynastii Sui i ustanawiania Tang; poselstwo zakończyło się sukcesem i do Chin powróciło 80 tysięcy uwolnionych mężczyzn i kobiet.

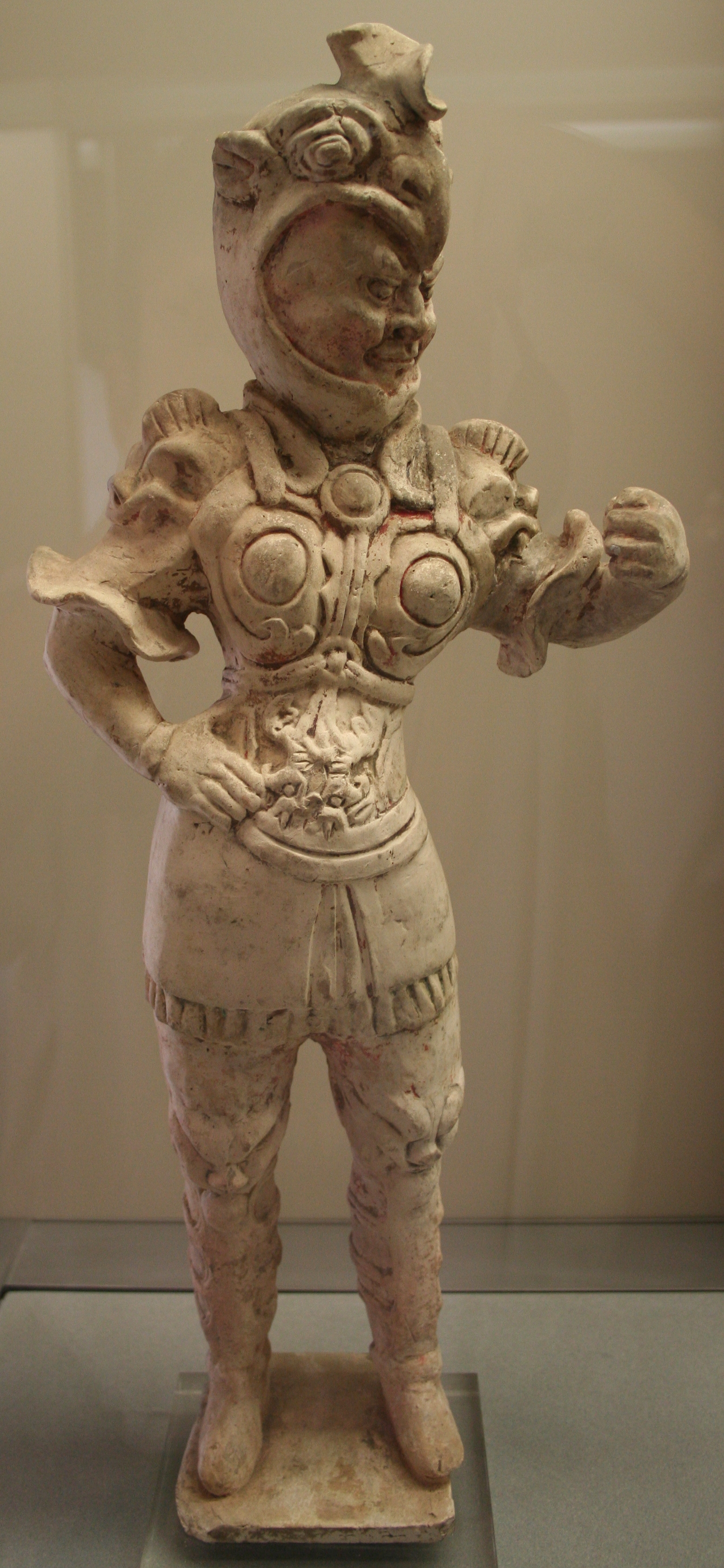
Strażnik grobowy (wushi yong), rzeźba z terakoty, dynastia Tang, pocz. VIII w. Musée Cernuschi

Podczas gdy Turcy osiedlali się w regionie Ordosu (na dawnych terenach Xiongnu), rząd tangowski rozpoczął ekspansję w środkowej części Wielkiego Stepu. Podobnie jak wcześniej dynastia Han, Tangowie, wspólnie ze swymi tureckimi sprzymierzeńcami, podbili i podporządkowali sobie Azję Środkową w latach 40. i 50. VII w. W okresie rządów cesarza Taizonga, podjęto wielkie wyprawy wojenne przeciwko Tuyuhun, Turfanowi, państwom Xiyu i Xueyantuo. Za panowania jego syna, cesarza Gaozonga, wojska chińskie dowodzone przez generała Su Dingfanga rozbiły kaganat Zachodnich Turkutów i wzięły do niewoli jego władcę Helu-kagana.
Głównym konkurentem cesarstwa chińskiego w walce o dominację nad Azją Wewnętrzną i Środkową było królestwo Tybetu. Konflikt z nim usiłowano łagodzić zawierając strategiczne małżeństwa, takie jak księżniczki Wencheng (zm. 680) z królem Songcenem Gampo (zm. 649). Według tradycji tybetańskiej, po śmierci Songcena Gampo, chińskie oddziały zajęły Lhasę. Według Tsepona W. D. Shakabpy, tybetańskiego badacza, tradycja ta jest błędna i twierdzi on, że o wydarzeniu takim nie wspominają ani chińskie kroniki, ani manuskrypty z Dunhuangu. Chiny i Tybet długi czas spierały się o terytoria w Kotlinie Tarymskiej (w latach 670–692), a w 763, podczas rebelii An Lushana, Tybetańczycy zdobyli nawet, i przez dwa tygodnie okupowali, stolicę Chin – Chang’an. To właśnie w czasie tej rebelii Tangowie wycofali swoje garnizony z terenów dzisiejszych prowincji Gansu i Qinghai, co wykorzystali Tybetańczycy, zajmując te tereny i znaczną część dzisiejszego Xinjiangu. Konflikty między Tybetem i Tangami trwały aż do zawarcia formalnego pokoju w 821. Warunki tego traktatu, włącznie z ustalonym przebiegiem granic, spisane są w obydwu językach na kolumnie, która stoi przed świątynią Jokhang w Lhasie.
Podczas muzułmańskiego podboju Persji (633–656), syn ostatniego władcy z dynastii sasanidzkiej, Peroz III, uciekł do Chin. Według kroniki Tang Shu, Peroz otrzymał stanowisko Gubernatora Persji w obecnym Zarandżu, w Afganistanie. W czasie tej inwazji, kalif Usman ibn Affan (pan. 644–656) wysłał poselstwo do dworu w Chang’anie. Około roku 740, Arabowie z Chorasanu ustanowili bazy w kotlinie fergańskiej i w Sogdianie. W bitwie nad rzeką Tałas w 751, walczący po chińskiej stronie najemnicy karłuccy, przeszli na drugą stronę i pomogli armiom kalifatu arabskiego rozbić siły tangowskie pod wodzą generała Go Seonji (zm. 756, znanego także jako Gao Xianzhi, pochodzącego z Goguryeo). Sama bitwa nie miała aż tak wielkiego znaczenia militarnego, lecz wywarła wielki wpływ na rozwój kultury, ponieważ po niej nastąpił wielki rozwój wytwarzania papieru na sposób chiński w świecie. Jeńcy chińscy wyjawili sekrety wytwarzania papieru Arabom, którzy zaczęli je wykorzystywać i rozprzestrzeniać, aż ok. XII w. poprzez arabską wówczas Hiszpanię trafiły one do Europy. Mimo wcześniejszej bitwy nad rzeką Tałas, 11 czerwca 758, poselstwo Abbasydów dotarło do Chang’anu równocześnie z Ujgurami, którzy wieźli dary dla cesarza. Inne poselstwo, wiozące trybut dla cesarza, przybyło w 643 z kraju jeszcze dalej położonego na zachód, z listem patriarchy Antiochii. W latach 788-789 Chińczycy doprowadzili do przymierza z Ujgurami, którzy dwukrotnie pobili Tybetańczyków: w 789 niedaleko Gucheng w Dżungarii i w 791 niedaleko Ningxia nad Rzeką Żółtą.

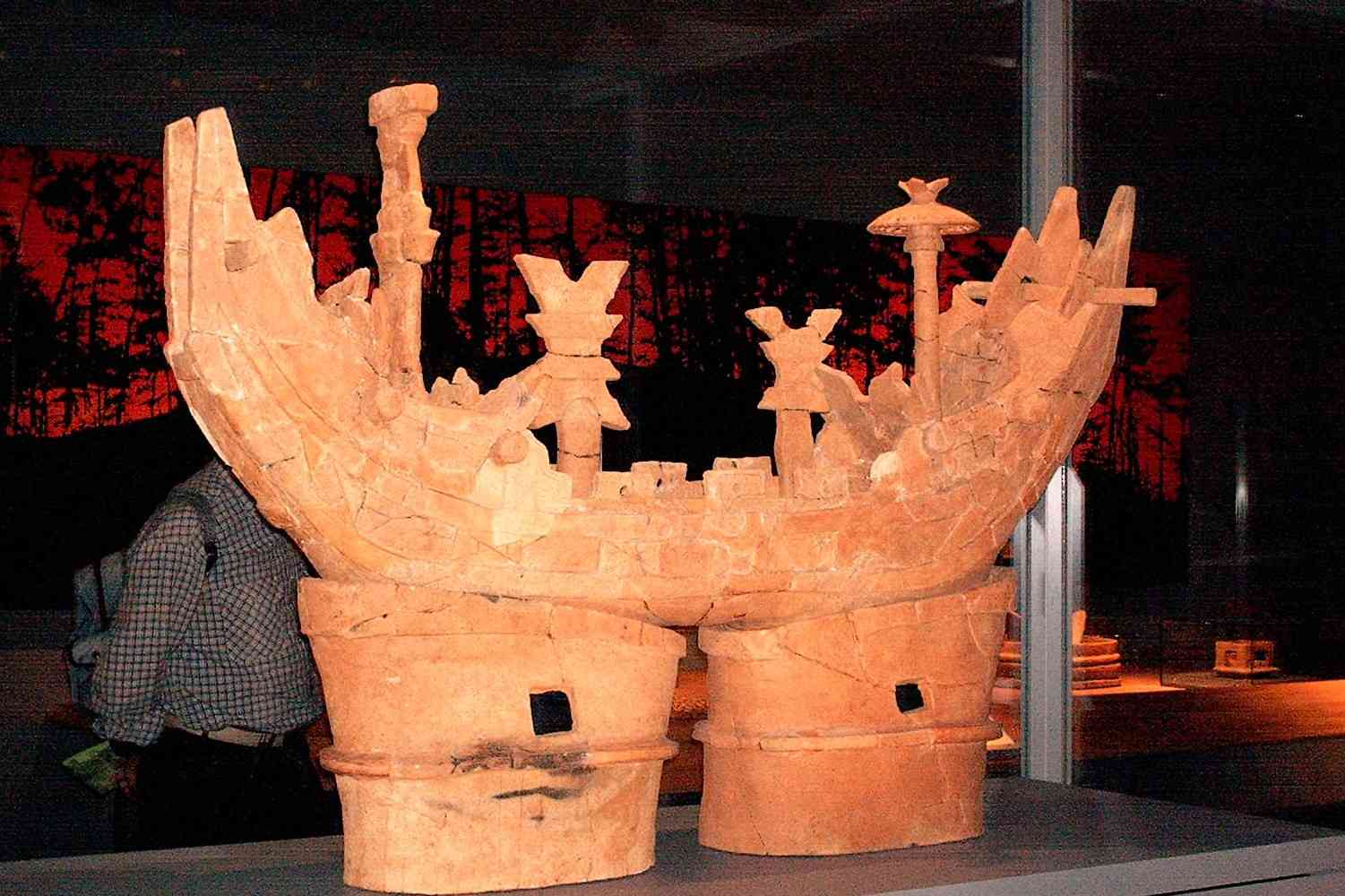
Ceramiczny (haniwa) model statku, Japonia, okres Kofun (250–538)

#### Korea i Japonia
Na wschodzie, sukcesy kampanii wojennych Chińczyków były mniejsze niż gdzie indziej. Podobnie jak wcześniej cesarze dynastii Sui, Tang Taizong zorganizował ekspedycję przeciw koreańskiemu królestwu Goguryeo w 644, która jednakże zakończyła się porażką, nie zdoławszy przełamać efektywnej obrony zorganizowanej przez generała Yeona Gaesomuna. Na południu Tangowie mieli więcej szczęścia. Wraz ze swoim długotrwałym (od lat 620.) sojusznikiem, królestwem Silla, wspólnie i zdecydowanie pobili wojska Paekche i ich japońskich sprzymierzeńców pod Baekgang w sierpniu 663. Siły tangowskie umiejętnie wykorzystały mniejsze siły swej marynarki, by obronić pozycję w wąskim ujściu rzeki, a następnie rozgromić liczniejszą flotę japońską. Bitwa pod Baekgang była częścią działań podjętych przez siły Paekche, które zamierzały odtworzyć to królestwo, uprzednio obalone w 660 przez inwazję tangowsko-sillijską, którą dowodzili: koreański generał Kim Yushin (595–673) i chiński, Su Dingfang.
Kolejna wspólna operacja Silli i cesarstwa Tang poważnie osłabiła Goguryeo w 645, zdobywając zewnętrzną linię fortów tego królestwa. Ostatecznie, armie Silli i tangowskie, pod dowództwem Li Shiji (594–669), zniszczyły Goguryeo w 668.

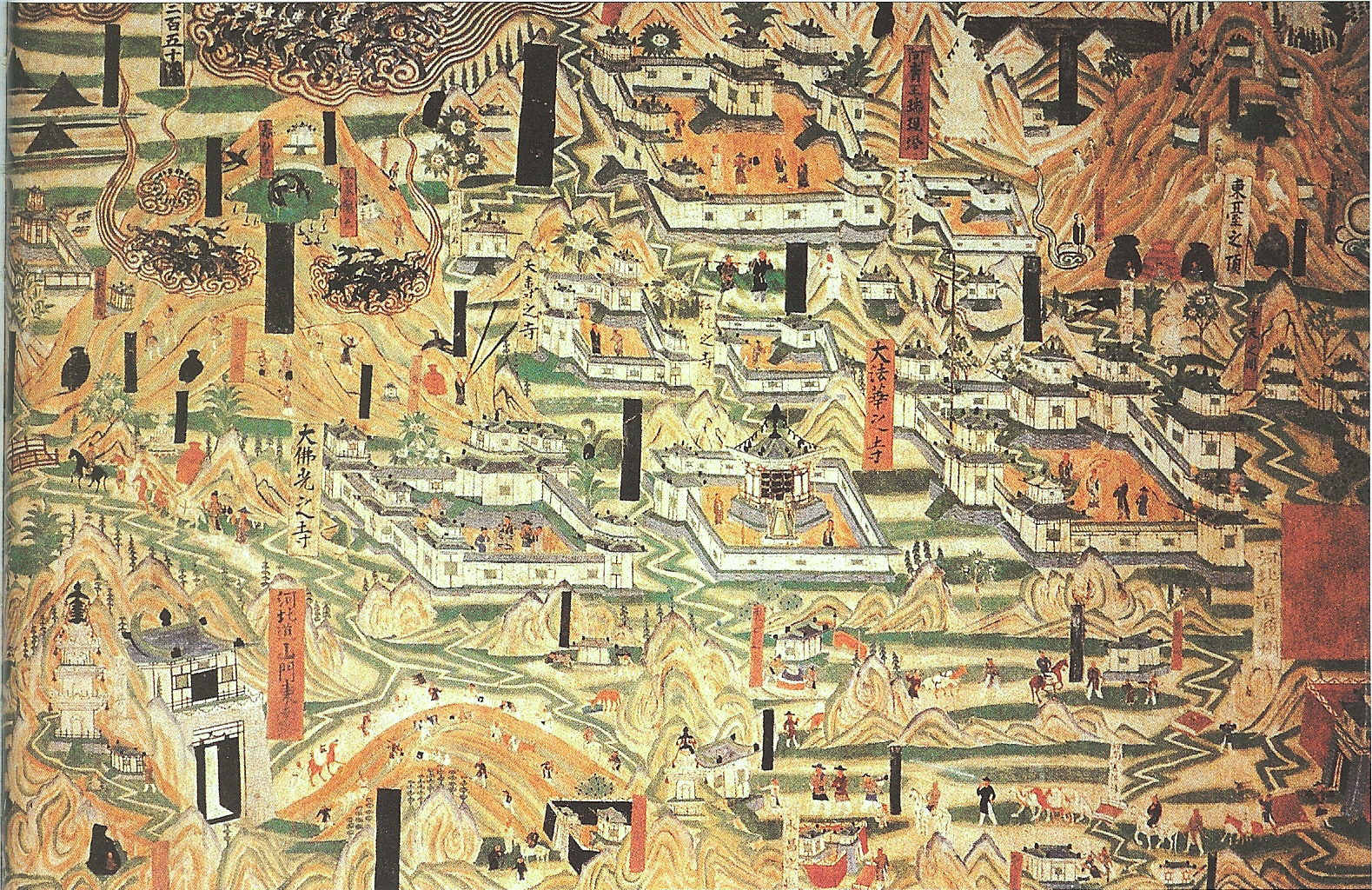
Malowidło z grot Mogao w Dunhuang z X w., ukazujące zabudowania klasztorne z góry Wutai, dynastia Tang; architektura japońska tego okresu była pod silnym wpływem wzorów budownictwa tangowskiego

Tangowie przyjęli wielu urzędników i generałów z Goguryeo, swych dawnych wrogów, do służby w administracji i armii, jak np. braci Yeona Namsaenga (634–679) i Yeona Namsana (639–701). Od 668 do 676 cesarstwo chińskie panowało nad północną Koreą, ale w 671 Silla przypuściła ataki na znajdujące się tam siły tangowskie. Równocześnie zagrożona była zachodnia granica cesarstwa, gdzie nad rzeką Dafei Tybetańczycy pobili wielką armię chińską w 670. W 676 armie tangowskie zostały zmuszone do opuszczenia Półwyspu Koreańskiego przez wojska zjednoczonego Królestwa Silla. W następstwie powstania wschodnich Turków w 679, Tangowie ostatecznie zdecydowali się zrezygnować z planów koreańskich.
Dynastia Tang utrzymywała przyjazne stosunki z Japonią, choć jej armie ścierały się z Japończykami. Do Chin przybywało wiele poselstw japońskich, wysyłanych przez dwór cesarski, aż do 894, gdy Uda (887–897), nakłoniony przez Michizane Sugawarę (845–903) zakazał ich organizacji ich wizyt. Japoński cesarz Temmu (672–686) ustanowił nawet armię poborową na wzór chiński, urządził dworskie ceremonie zgodnie z chińskim protokołem i według chińskich wzorów architektonicznych zbudował pałac w Fujiwara.
Do Japonii przybywało też wielu chińskich mnichów, by kontynuować krzewienie buddyzmu. W VII w. dwóch mnichów, Zhi Yu i Zhi You, odwiedziło dwór cesarza Tenji (661–672), któremu podarowali, zbudowany przez siebie, wóz wskazujący południe. Jak podaje Nihon-shoki z 720 roku, ten wynalazek z III w., rodzaj mechanicznego kompasu, wskazującego stały kierunek południowy dzięki zastosowaniu mechanizmu różnicowego, został powtórnie zbudowany, w kilku kopiach, dla cesarza Tenji w 666. Także japońscy mnisi odwiedzali Chiny. Zachowały się zapiski mnicha Ennina (794–864), dotyczące wrażeń z podróży wzdłuż Wielkiego Kanału. Inny mnich japoński, Enchin (814–891), przebywał w Chinach od 839 do 847 i powtórnie między 853 a 858, przybywając do Fuzhou w prowincji Fujian i odpływając do Japonii z Taizhou w Zhejiangu w czasie swej drugiej podróży.

### Kultura i handel
Czasy dynastii Tang charakteryzowały się szeroką wymianą handlową, prowadzoną szlakami lądowymi (np. Jedwabnym Szlakiem) i morskimi. Dzięki niej pozyskano wiele nowych technologii, wieści ze świata, dóbr użytkowych i luksusowych. Nowe mody, nowe rodzaje ceramiki, ulepszone techniki przeróbki srebra przybywały do Chin z Bliskiego Wschodu, Indii, Persji i Azji Środkowej. Na wzór „obcokrajowców” Chińczycy stopniowo porzucili dawny zwyczaj siedzenia na matach na podłodze i przyjęli obce im początkowo stołki i krzesła. Z kolei na Bliskim Wschodzie, ludy muzułmańskie pożądały i nabywały wielkie ilości chińskich towarów, takich jak jedwabie, wyroby z laki i porcelany. Za czasów tangowskich pieśni, tańce i instrumenty muzyczne z tych obszarów stały się bardzo popularne. Wśród tych instrumentów były oboje, flety, niewielkie, lakierowane bębny z Kuche w Kotlinie Tarymskiej, a także instrumenty perkusyjne z Indii jak np. cymbały. Liczba dworskich zespołów muzycznych zwiększyła się z siedmiu (jak za czasów Sui) do dziewięciu. Reprezentowały one rozmaite style muzyki z całej Azji.
Indie były jednym z krajów, ku którym kierowało się zainteresowanie, w szczególności jako centrum nauki buddyjskiej. Kontakty były dość ożywione i wielu sławnych podróżników (jak Xuanzang, zm. 664) odwiedzało region południowoazjatycki. Sam Xuanzang, po trwającej 17 lat podróży, zdołał przywieźć wiele cennych, sanskryckich tekstów do przetłumaczenia na chiński. Osoby poważnie zainteresowane nauką języków tureckich, mogły korzystać ze słownika turecko-chińskiego, a tureckie pieśni ludowe inspirowały chińskich poetów. W obrębie Chin, Wielki Kanał niezwykle ułatwił podróże, podobnie jak wysiłki rządu tangowskiego, by zracjonalizować i usprawnić sieć kanałów, zmniejszając koszt transportu ziarna i innych produktów. Państwo utrzymywało około 32 100 km sieci pocztowych, konnych i okrętowych.

#### Szlak Jedwabny

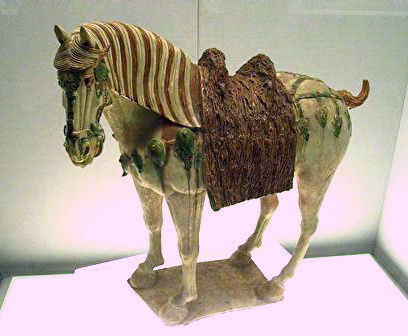
Glazurowana figurka konia, z charakterystyczną dla dynastii Tang trójkolorową polewą. Muzeum Szanghajskie

Jedwabny szlak był najważniejszą drogą handlową przednowoczesnej Eurazji. W okresie tangowskiego Pax Sinica, droga ta osiągnęła swój szczyt rozwoju, a kupcy perscy i sogdiańscy robili fortuny na wymianie między wschodem a zachodem. W tym samym okresie, cesarstwo chińskie pozostawało otwarte na obcokrajowców i ich kultury, a jego główne centra miejskie nabierały przez to bardzo kosmopolitycznego charakteru.
Pierwotnie, Szlak Jedwabny prowadzący z Chin, został otwarty za czasów cesarza Wudi (141–87 p.n.e.), a ponownie w 639 przez Tangów, gdy Hou Junji (zm. 643) podbił Azję Środkową. Szlak służył kupcom ponad 40 lat, aż w 678 został zamknięty przez Tybetańczyków, których podboje przerwały tę drogę handlową. Za panowania cesarzowej Wu, wojska tangowskie odbiły w 699 tzw. cztery garnizony Anxi (pierwotnie ustanowione w 640, ponownie łącząc Chiny i Zachód bezpośrednim, lądowym szlakiem handlowym. W 722 Tangowie opanowali kluczową drogę przez Gilgit, stracili ją na rzecz Tybetańczyków w 737 i ponownie zdobyli, dzięki wojskom dowodzonym przez wywodzącego się z Goguryeo generała Gao Xianzhi. Gdy rebelia An Shi skończyła się w 763, większość zachodnich posiadłości tangowskich została utracona, a drogi łączące Chiny z zachodnią częścią Szlaku, znalazły się w rękach imperium tybetańskiego. Tybetańczyków z tych terenów wygnała rebelia wewnątrz ich państwa w 848, co wykorzystali Chińczycy, odbijając część zachodnich rubieży w 851, szczególnie ważnych, bo pokrytych stepami wykorzystywanymi jako pastwiska dla koni, niezmiernie potrzebnych państwu chińskiemu.
Do Chin przybywało wielu podróżników z Zachodu, którzy handlowali i osiedlali się tam. Poddawani byli oni jednak dość szczegółowej kontroli granicznej, co wielu z nich, zwłaszcza mnichów, zanotowało w swoich pamiętnikach. Xuanzang i inni mnisi-podróżnicy zapisali, że na drogach było wiele posterunków sprawdzających pozwolenia na wjazd w granice cesarstwa tangowskiego. Innym kłopotem dla podróżników byli bandyci czyhający między posterunkami i miastami w oazach; Xuanzang wspomina, że jego grupa była wielokrotnie atakowana.

#### Handel morski i porty
Chińscy wysłannicy żeglowali przez Ocean Indyjski do Indii prawdopodobnie już od II wieku n.e., lecz dopiero za czasów dynastii Tang chińska marynarka zaznaczyła swą silną obecność w Zatoce Perskiej i na Morzu Czerwonym. Statki chińskie docierały do Persji, Mezopotamii (wpływały w górę Eufratu), Arabii, Egiptu, Aksum, (Etiopii) i Somalii. W czasach cesarza Gaozu, Sad ibn Abi Wakkas, z plemienia Kurajszytów, tego samego, z którego pochodził Mahomet, popłynął z Etiopii do Chin. W czasie kolejnej podróży do Chin (za panowania cesarza Gaozonga), przywiózł ze sobą Koran i ustanowił pierwszy meczet w Chinach, Meczet Pamięci. Spoczywa po dziś dzień na cmentarzu w Kantonie.

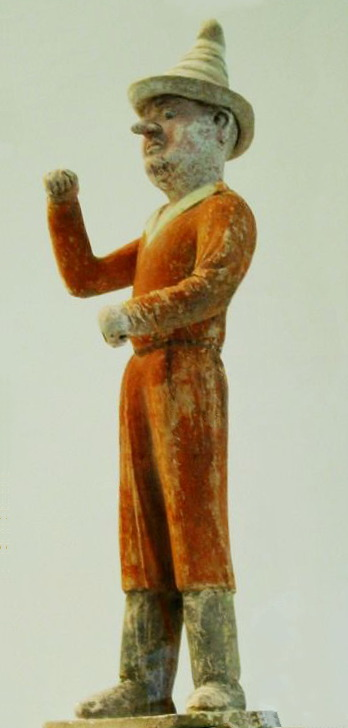
Figurka cudzoziemskiego kupca z czasów dyn. Tang, VII w. Muzeum Guimet

Tysiące cudzoziemców osiedlało się w Chinach w czasach tangowskich. Wśród nich byli: Persowie, Arabowie, Hindusi, Malajowie, Syngalezi, Khmerzy, Czamowie, Żydzi i chrześcijanie nestoriańscy z Bliskiego Wschodu i wielu innych. W 748 mnich buddyjski Jian Zhen opisał Kanton jako kipiące energią centrum handlu, port, w którym cumowały wielkie i robiące wrażenie statki cudzoziemskie. Napisał, że „wiele dużych okrętów przybywało z Borneo, Persji, Qunglun (Jawa), załadowanych po brzegi przyprawami, perłami i nefrytem”, co jest zanotowane w Yue Jue Shu (Zaginionych kronikach kraju Yue). Po splądrowaniu i spaleniu Kantonu przez arabskich i perskich piratów w 758, rząd tangowski zamknął port na ok. 50 lat, co zmusiło obce statki do zawijania do Hanoi. Port, po ponownym otwarciu, odzyskał jednak świetność. W 851 arabski kupiec Sulajman at-Tadżir zanotował swoje obserwacje na temat wytwarzania porcelany – m.in. podziwiał jej przeźroczystość. Opisał także kantoński meczet, spichrze, lokalną administrację rządową, jej archiwa, sposób traktowania podróżnych. Pozostawił też zapiski o użyciu ceramiki, wina ryżowego i herbaty. Niestety, w 879 powstańcy pod wodzą Huang Chao zapisali kolejny krwawy rozdział w historii miasta, plądrując je i mordując tysiące Chińczyków, jak również wielu cudzoziemców, Żydów, chrześcijan i muzułmanów. Powstanie Huanga zostało ostatecznie stłumione w 884 roku.
Statki z państw koreańskich, Silli i Balhae, oraz z japońskiej prowincji Hizen uczestniczyły w aktywnej wymianie handlowej na Morzu Żółtym. W handlu tym dominowała Silla. Gdy pod koniec VII w. Silla i Japonia ponownie popadły w konflikt, większość kupców japońskich zdecydowała się na zmianę trasy, tak by ominąć okręty koreańskie. Z Nagasaki płynęły na południe, ku Huai He, Jangcy, a nawet do zatoki Hangzhou. W 838 japońskie poselstwo do Chin, by wrócić do domu, nabyło dziewięć statków, obsadzonych przez 60 koreańskich marynarzy pochodzących z koreańskich dzielnic w miastach Chuzhou i Lianshui nad rzeką Huai. Także chińskie statki pływały do Japonii, wyruszając z wielu portów leżących na wybrzeżach prowincji Zhejiang i Fujian.

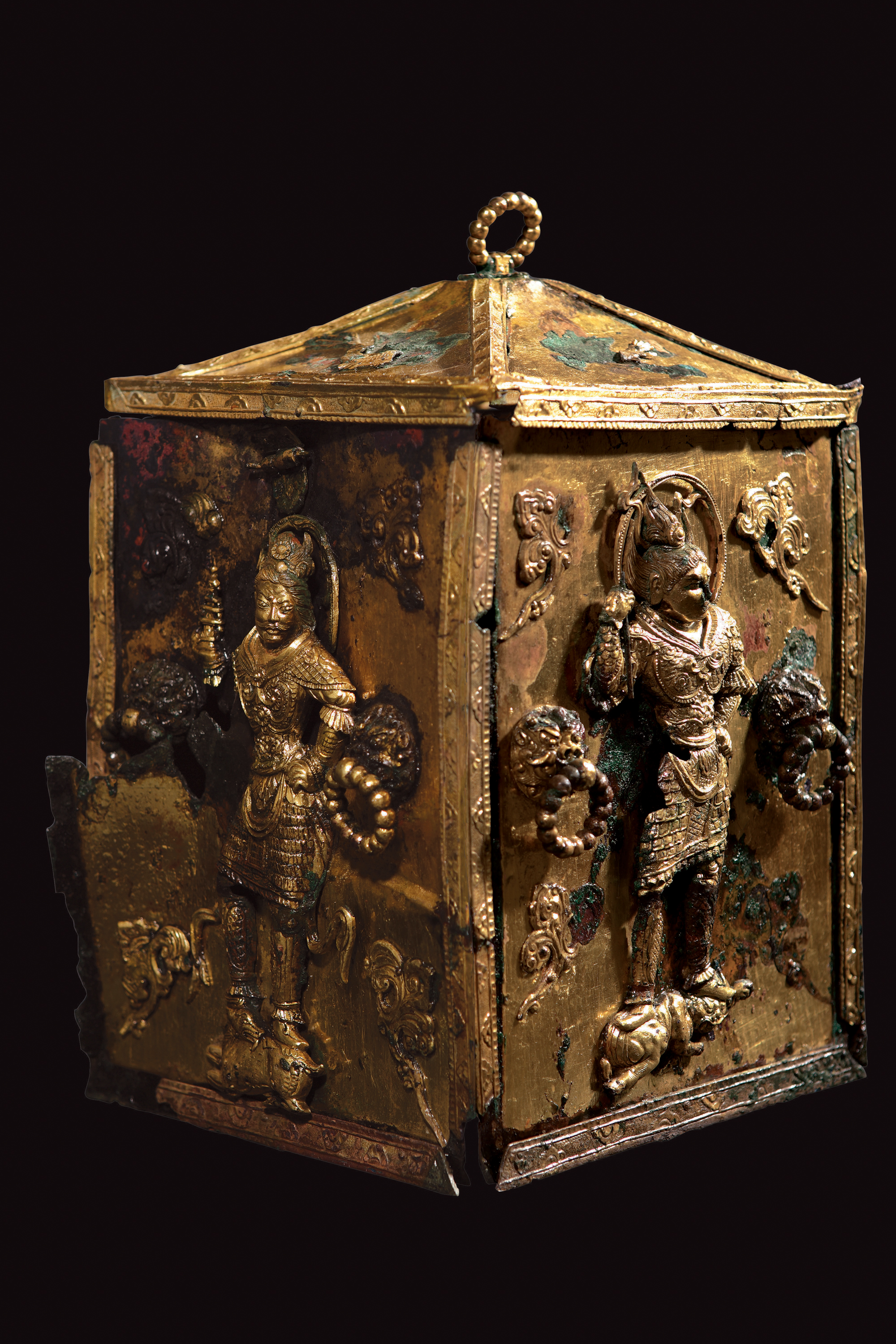
Pozłacany relikwiarz buddyjski, dekorowany postaciami uzbrojonych strażników; Silla, Korea, VII w. Koreańskie Muzeum Narodowe

Znaleziska archeologiczne udowodniły, że co najmniej od czasów dynastii Tang Chińczycy produkowali znaczne ilości towarów specjalnie na eksport. Jednym z takich znalezisk był wrak z Belitung – arabski dhow zachowany w mule dna cieśniny Gaspar, na pokładzie którego znalazło się 63 tys. sztuk tangowskiej porcelany, srebrnych i złotych przedmiotów. Na jednej z miseczek, pochodzącej z Changsha znajdował się napis „16 dnia 7 miesiąca w drugim roku ery panowania Baoli” (rok 826), która to data zgadza się z wynikiem oszacowanym metodą radiowęglową anyżu znalezionego na statku. Począwszy od 785, statki chińskie zaczęły regularnie pojawiać się w Sufali na wschodnim wybrzeżu Afryki, eliminując arabskich pośredników, co potwierdzają rozmaite źródła chińskie z tego okresu, opisujące ze szczegółami handel z Afryką. Jia Dan (730–805), urzędnik i geograf, opisał dwie drogi morskie, najczęściej wykorzystywane w jego czasach: jedną z wybrzeży Zatoki Bohai ku Korei, a drugą z Kantonu, przez Cieśninę Malakka ku Nikobarom, Sri Lance i Indiom, wzdłuż wschodnich i północnych wybrzeży Morza Arabskiego do ujścia Eufratu. W 863 Duan Chengshi (zm. 863) sporządził szczegółowy opis handlu niewolnikami, kością słoniową i ambrą w kraju, który nazywał Bobali, która to nazwa, zdaniem historyków, może odnosić się do Berbery w Somalii. W Fustat (starożytnym centrum Kairu), w Egipcie, uznanie, jakim cieszyła się chińska ceramika, spowodowało wielki popyt na chińskie dobra. Z tego powodu Chińczycy często podróżowali do tego miasta (tradycja ta kontynuowana była także później, nawet w okresie Fatymidów). Z tych też czasów pochodzi pełen uznania opis chińskich dżonek oceanicznych, autorstwa arabskiego kupca Shulamy, który równocześnie zaznaczał, że ich głębokie zanurzenie nie pozwalało im wpływać w górę Eufratu. Musiały przewozić pasażerów i towar na brzeg w małych łodziach. Zauważył on także, że chińskie statki były nieraz bardzo duże, mieściły nawet 600–700 pasażerów.

#### Uzurpacja Wu Zetian

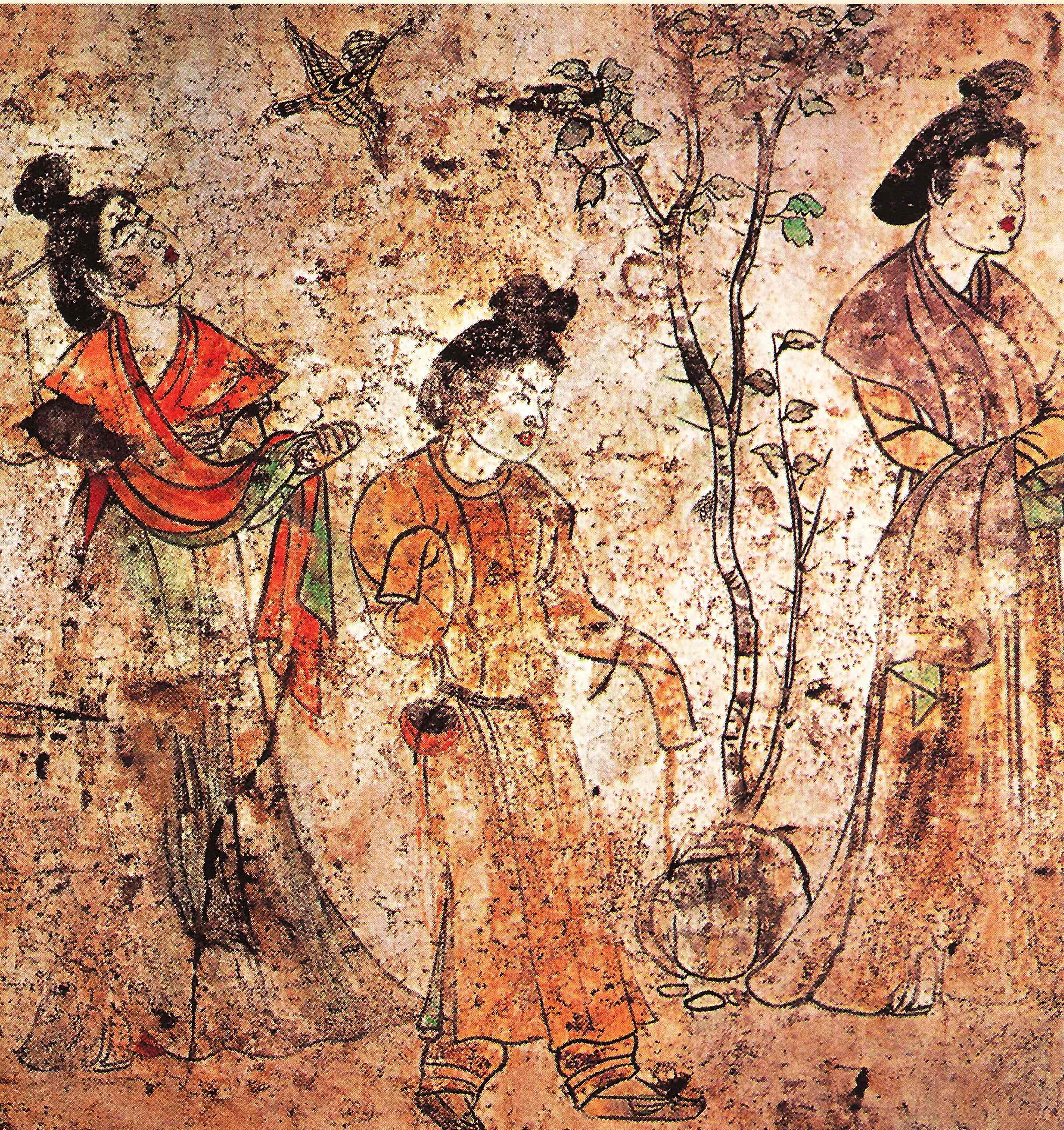
Damy dworu z malowidła na ścianie grobowca księcia Li Xiana w Mauzoleum Qianling, gdzie w 706 została także pochowana Wu Zetian

Wu Zetian rozpoczęła karierę dworską pod imieniem Wu Zhao, jako niskiej rangi konkubina cesarza Gaozonga. W 690 zasiadła na chińskim tronie, ustanawiając krótkotrwałą Późniejszą dynastię Zhou. W drodze na szczyt nie cofała się przed użyciem środków podstępnych i okrutnych. Miała na przykład zabić własną córeczkę i oskarżyć o jej śmierć cesarzową, by doprowadzić do jej usunięcia z dworu. W 655 cesarz Gaozong doznał udaru i Wu zaczęła go zastępować, podejmując decyzję, omawiając sprawy państwowe z jego doradcami, którzy przyjmowali jej polecenia, wydawane spoza parawanu. Gdy jej najstarszy syn, oficjalny następca tronu, zaczął wykazywać się aktywnością polityczną i wspierać działania, którym Wu była niechętna, zmarł niespodziewanie w 675. Wielu podejrzewało, że został otruty z jej polecenia. Kolejny następca zachowywał wielką ostrożność. W 680 został oskarżony o przygotowywanie rebelii i skazany na wygnanie (a później zmuszony do popełnienia samobójstwa).
Cesarz Gaozong zmarł w 683. Jego najstarszy żyjący syn z Wu, wstąpił na tron jako cesarz Zhongzong. Próbował on mianować kanclerzem ojca swojej żony, ale po zaledwie sześciu tygodniach na tronie, został obalony przez matkę, która osadziła na tronie jego młodszego brata, wówczas dwunastoletniego Ruizonga. Sama sprawowała jednak prawdziwą władzę, co sprowokowało wybuch rebelii książąt tangowskich w 684, stłumioną w czasie nie dłuższym niż dwa miesiące. W 690 Wu zmusiła Ruizonga do ustąpienia i koronowała się na pierwszą w historii Chin samodzielną cesarzową. Ruizong pozostał księciem-następcą tronu. Wu Zetian rządziła do 705, kiedy przewrót pałacowy zmusił ją do abdykacji na rzecz Zhongzonga. Zmarła wkrótce potem.
By uprawomocnić swoje panowanie, Wu puściła w obieg dokument, zwany Sutrą Wielkiej Chmury, który przepowiadał, zstąpienie reinkarnacji buddy Maitreji w postaci żeńskiego władcy, który przepędzi choroby, lęki i nieszczęścia z tego świata. Cesarzowa wprowadziła nawet specjalne znaki pisma chińskiego, które wszakże zostały zarzucone zaraz po jej śmierci. Niewątpliwie najważniejszym dziedzictwem jej panowania było zmniejszenie roli arystokracji z północnego zachodu i dopuszczenie do administracji, w tym także do stanowisk dysponujących realną władzą, ludzi z innych klanów i obszarów Chin.

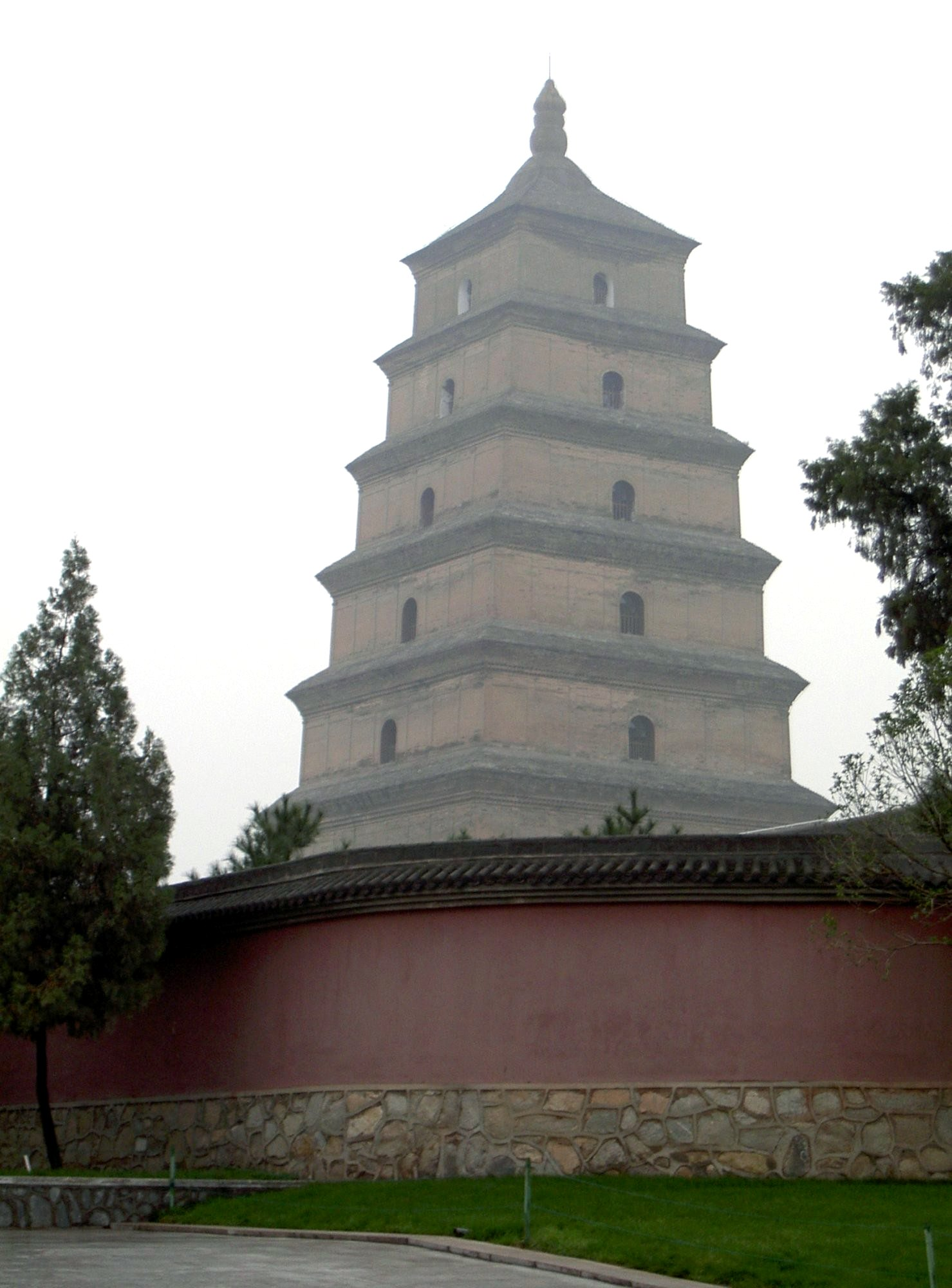
Wielka Pagoda Dzikich Gęsi, Chang’an, zbudowana w 652, wyremontowana na polecenie cesarzowej Wu Zetian w 704

#### Panowanie cesarza Xuanzonga
Zarówno w czasie panowania Wu Zetian, jak i po nim, na dworze tangowskim było wiele znaczących kobiet, m.in. Shangguan Wan’er (664–710) – poetka, pisarka i zaufana urzędniczka, której Wu powierzyła prowadzenie swego prywatnego biura. W 706 cesarzowa Wei, żona cesarza Zhongzonga (zm. 710), przekonała męża do zatrudnienia na urzędzie jego siostry i jej córek, a trzy lata później przekonała go także, by nadał kobietom prawo przekazywania dziedzicznych przywilejów synom (dotąd przywileje dziedziczone były wyłącznie z ojca na syna). W 710 cesarzowa Wei otruła w końcu Zhongzonga i osadziła na tronie swego piętnastoletniego syna. Dwa tygodnie później, Li Longji (późniejszy cesarz Xuanzong) wkroczył do pałacu z grupką towarzyszy i zabił cesarzową wraz z jej stronnikami. Doprowadził następnie do koronacji swojego ojca, cesarza Ruizonga (pan. 710–712). Ruizong, podobnie jak poprzednik, był pod przemożnym wpływem kobiety, którą tym razem była księżniczka Taiping. Wpływy te urwały się po nieudanym przewrocie zorganizowanym przez Taiping w 712 i abdykacji Ruizonga na rzecz Xuanzonga (Taiping powiesiła się później, w 713).
Trwające 44 lata panowanie Xuanzonga to złoty wiek dynastii Tang, która osiągnęła wówczas szczyt swego rozwoju. Ekonomicznie był to okres niskiej inflacji, czemu służyło też znaczące ograniczenie wydatków przez dwór, który dotąd pławił się w luksusach. Xuanzong, uważany za postępowego i łagodnego władcę, zlikwidował nawet w 747 powszechne stosowanie kary śmierci – odtąd wszystkie egzekucje miały być przez niego zatwierdzane osobiście; było ich stosunkowo niewiele, np. w roku 730 tylko 24 przypadki. Xuanzong nie forsował swego zdania, gdy jego ministrowie uzgodnili wspólne stanowisko i starał się sprawiedliwie obsadzać stanowiska przedstawicielami różnych frakcji politycznych. Jego kanclerz, konfucjanista z przekonania, Zhang Jiuling (673–740) starał się zmniejszyć deflację i zwiększyć podaż pieniądza, wspierając prywatne bicie monet. Jego następca, arystokrata i technokrata Li Linfu (zm. 753) był z kolei zwolennikiem państwowego monopolu monetarnego. Po 737 Xuanzong nabrał do niego wielkiego zaufania. Li Linfu, wieloletni współpracownik i kanclerz cesarza, był zwolennikiem bardziej agresywnej polityki zagranicznej, z wykorzystaniem generałów niechińskiego pochodzenia. Polityka ta stworzyła, niestety, warunki do wielkiego powstania przeciw władzy Xuanzonga.

### Upadek

#### Powstanie An Shi

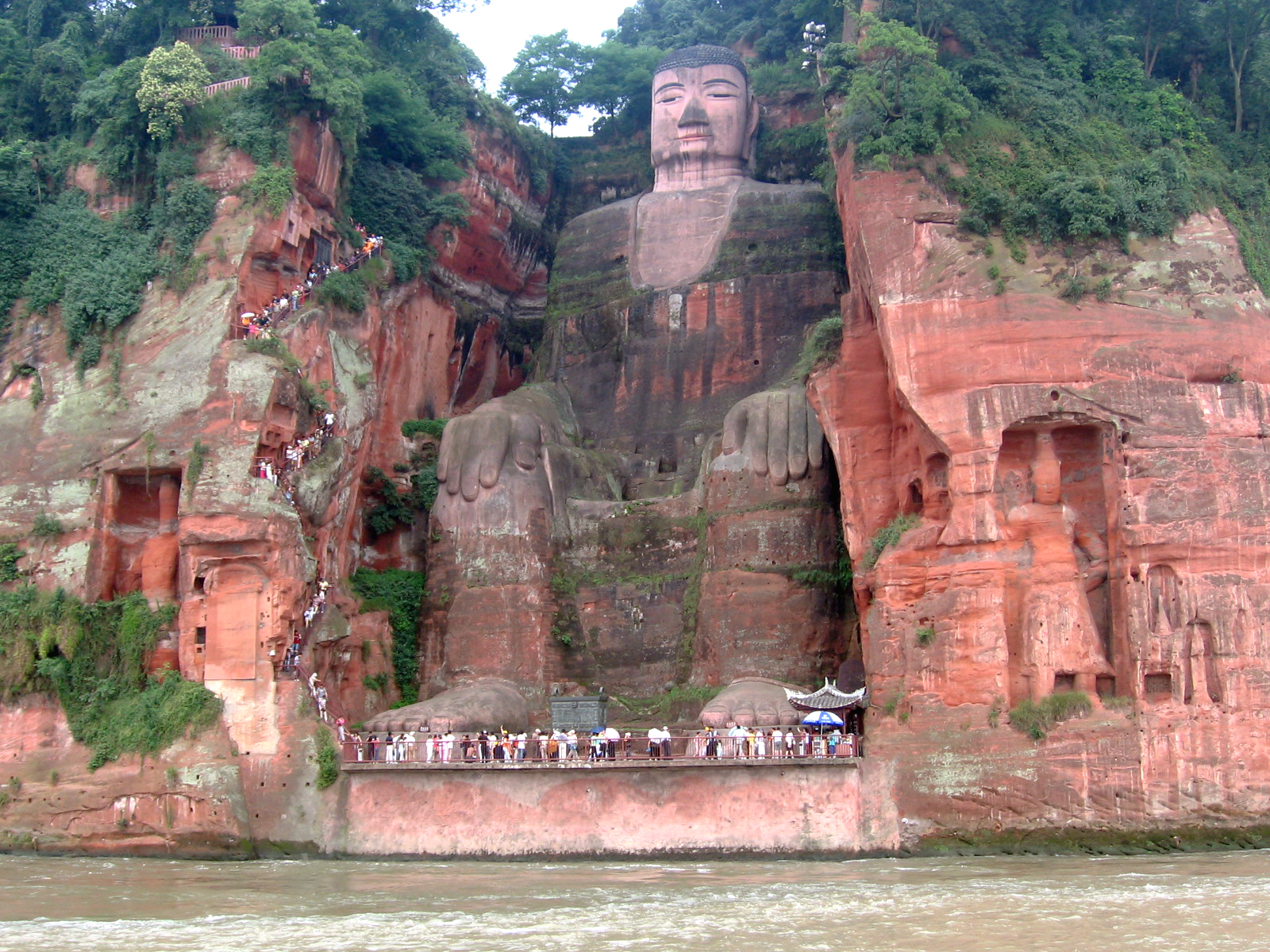
Wielki Budda z Leshan, wysoki na 71 m; budowę rozpoczęto w 713, zakończono w 803

Imperium Tangów tkwiło u szczytu potęgi do połowy VIII w., kiedy to jego dobrobyt zniszczyło powstanie An Lushana, zwane rebelią An Shi (16 grudnia 755 – 17 lutego 763). An Lushan był tangowskim wodzem, generałem od 744 roku. Był pochodzenia pół-sogdiańskiego, pół-tureckiego. Miał duże doświadczenie w walkach z Kitanami, których pobił w Mandżurii w 744, aczkolwiek większość jego kampanii nie zakończyła się sukcesami. Otrzymał szerokie plenipotencje w Hebei, tak, że gdy zdecydował się na powstanie, był w stanie zmobilizować armię liczącą ponad 100 tys. żołnierzy. Zdobywszy Luoyang, koronował się cesarzem nowej, krótkotrwałej dynastii Yan. Mimo kilku porażek z rąk tangowskiego generała Guo Ziyi (697–781), armia An Lushana, złożona z zaprawionych w bojach weteranów, łatwo poradziła sobie ze świeżo zwerbowanymi oddziałami broniącymi stolicy; dwór cesarski uciekł więc z Chang’anu. Cesarz Xuanzong zbiegł do Syczuanu, książę-następca tronu zebrał oddziały w Shanxi i wycofał się na prowincję; Tangowie wezwali na pomoc Ujgurów w 756. Chan Ujgurów Bayanchur zareagował na wezwanie z entuzjazmem, i wydał swoją córkę za chińskiego ambasadora, zaraz po przybyciu tego ostatniego; sam też pojął za żonę chińską księżniczkę. Ujgurzy pomogli odbić stolicę z rąk powstańców, ale odmówili oddania jej, dopóki Tangowie nie zapłacili im niebywale wysokiej kontrybucji w jedwabiu. Nawet abbasydzcy Arabowie wsparli Tangów w walce z An Lushanem. Tybetańczycy wykorzystali okazję i urządzali łupieżcze rajdy na tereny pod chińską kontrolą. Nawet po rozpadzie Imperium Tybetańskiego w 842 (a państwa ujgurskiego wkrótce potem), po roku 763 cesarstwo tangowskie nie miało sił i środków by podjąć się ponownego podboju Azji Środkowej. Strata ta była tak znacząca, że nawet pół wieku później kandydaci na najwyższy stopień jinshi mieli za zadanie napisać esej o powodach osłabienia dynastii Tang. Mimo śmierci An Lushana z ręki jego własnego eunucha w 757, okres wojen i zamętu trwał aż do 763, kiedy to wodza powstańczego Shi Siminga zabił jego własny syn.

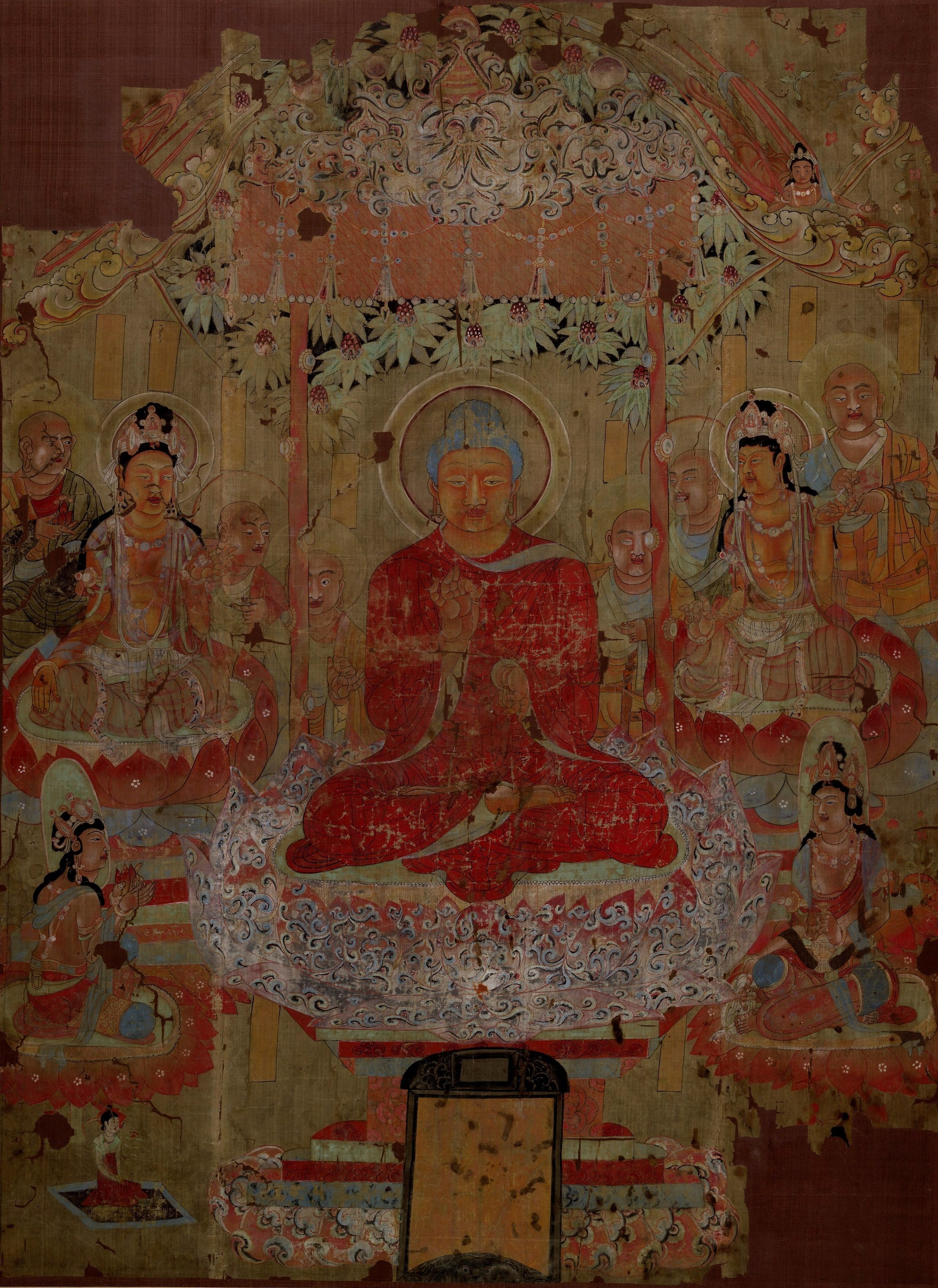
Malowidło naścienne na jedwabiu z VIII w., odnalezione w Dunhuangu, ukazujące raj Buddy Amitabhy. British Museum

Jednym z następstw polityki rządu tangowskiego od 710 roku, był stopniowy wzrost potęgi prowincjonalnych gubernatorów wojskowych, zwanych jiedushi, którzy powoli zaczęli podważać autorytet władz centralnych. Po powstaniu An Shi, siła i władza, zyskana przez jiedushi w Hebei była tak znaczna, że całkiem wyrwała się spod stołecznej kontroli. Po serii rebelii w latach 781 i 784 w dzisiejszym Hebei, Shandongu, Hubei i Henanie, rząd musiał oficjalnie uznać prawo do dziedziczenia statusu jiedushi bez każdorazowej zgody stolicy. Rząd Tangów polegał na tych gubernatorach i ich armiach, że będą chronić państwo i tłumić lokalne bunty, które mogłyby się zwrócić przeciw rządowi. Ze swej strony, rząd uznawał prawo jiedushi do utrzymywania własnych armii, zbierania podatków, a nawet przekazywania tytułów spadkobiercom. Wraz z upływem czasu, ci wojskowi gubernatorzy stawali się coraz bardziej niezależni, a uznanie i autorytet urzędników rekrutowanych drogą egzaminów – słabły. Rządy potężnych gubernatorów wojskowych trwały aż do 960 roku, kiedy to ustanowiona została następna dynastia Song. Równocześnie, zarzucenie systemu „równego pola” spowodowało, że można było swobodnie handlować ziemią. Wielu ubogich popadło z tego powodu w długi, zostało zmuszonych do sprzedaży ziemi bogaczom, co spowodowało gwałtowny przyrost obszarów wielkich latyfundiów. Gdy po 755 załamał się system nadań ziemi, centralne organy państwa chińskiego praktycznie przestały ingerować w kwestie zarządzania rolnictwem i przez następne tysiąclecie ograniczały się do roli poborcy podatków (z wyjątkiem kilku nieudanych prób nacjonalizacji ziemi w czasie wojny z Mongołami, prowadzonej przez dynastię Song).
Wraz za załamywaniem się kontroli rządu centralnego nad wieloma obszarami kraju, bandy piratów i rabusiów, liczące stu i więcej ludzi zaczęły atakować osady wzdłuż Yangzi, nie napotykając większego oporu, jak zanotowały kroniki w 845. W 858 wielkie powodzie wzdłuż Wielkiego Kanału zatopiły ogromne obszary Niziny Chińskiej; wiele tysięcy ludzi zginęło w tej katastrofie.

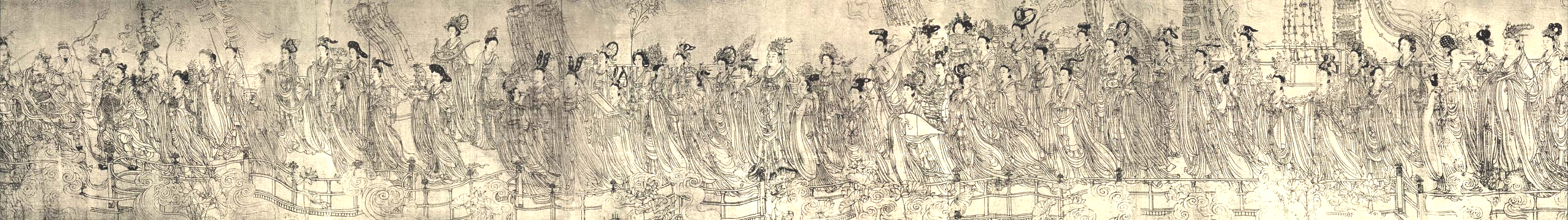
Osiemdziesięciu Siedmiu Nieśmiertelnych, szkic fresku przypisywanego Wu Daozi (ok. 685–758). Muzeum Pamięci Xu Beihonga

Wiara Chińczyków w Mandat Niebios nadany słabnącej dynastii Tang, została poważnie naruszona przez te katastrofy naturalne; wielu uznało, że jest to sygnał niezadowolenia Niebios, i że Tangowie utracili prawo do rządzenia. Następnym ciosem były katastrofalne zbiory w 873; w niektórych częściach cesarstwa zebrano zaledwie połowę zwykłych plonów, co uderzało w ekonomiczne podstawy państwa. Widmo głodu i śmierci głodowej stanęło przed dziesiątkami tysięcy rodzin. We wczesnym okresie panowania, rząd centralny był w stanie radzić sobie ze złymi zbiorami. Przykładowo, dokumenty z lat 714–719 opisują, jak rząd efektywnie rozwiązał problem klęski żywiołowej organizując system spichrzów, sprzedających ziarno po ustalonych cenach w całym kraju. Rząd był wówczas w stanie zgromadzić duże zapasy żywności w okresach nadprodukcji, by wykorzystać ją w czasie gdy groził głód; był też w stanie zwiększyć obszar upraw kosztem nieużytków. Niestety, w IX w., rząd był praktycznie bezsilny, jeśli chodzi o radzenie sobie z jakimikolwiek klęskami żywiołowymi.

#### Odbudowa potęgi dynastii

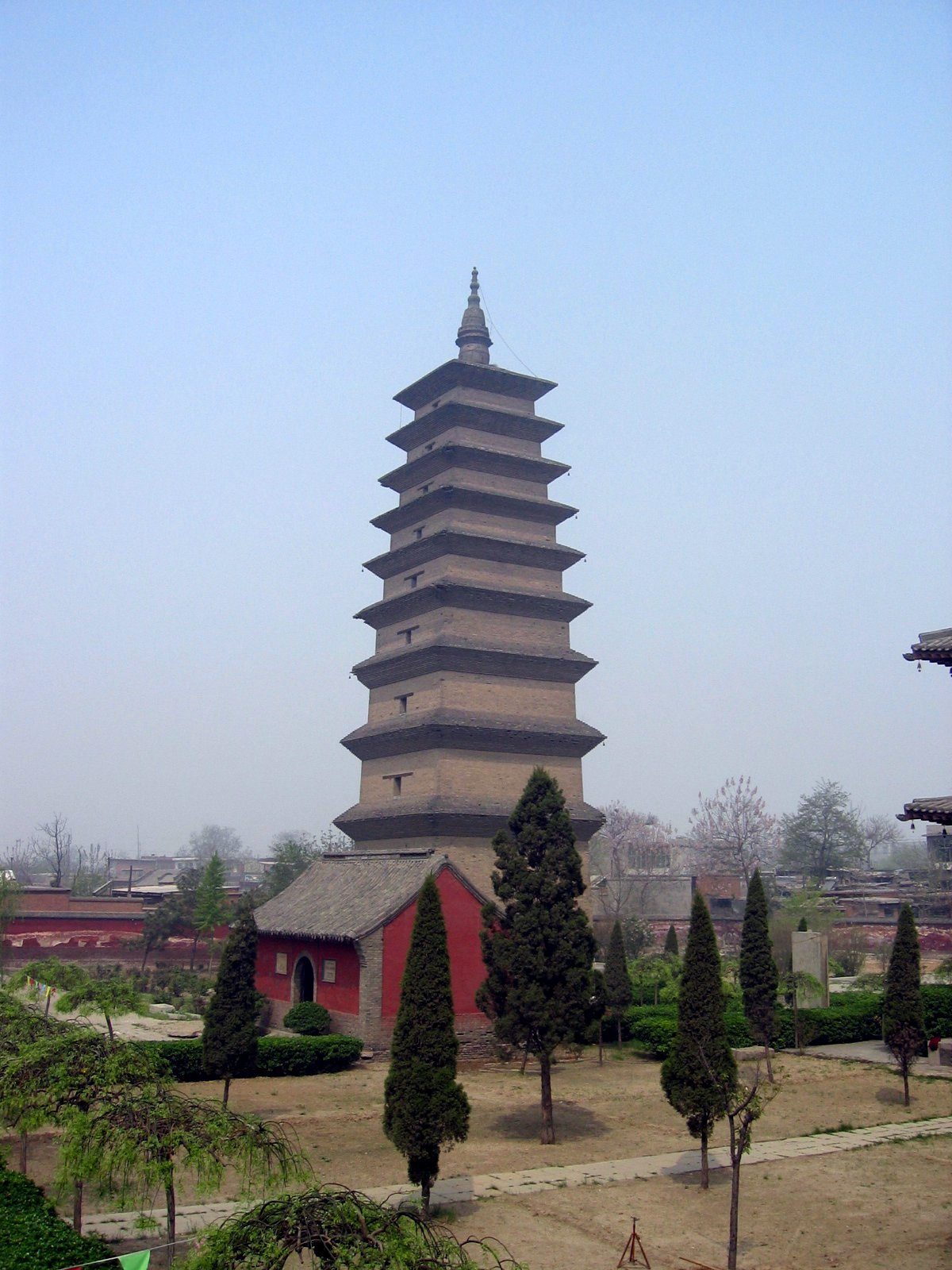
Pagoda Xumi, zbudowana w 636

Aczkolwiek katastrofy naturalne i rebelie poważnie zmniejszyły efektywność rządu i poderwały zaufanie do niego, początek IX w. uważa się za okres odrodzenia dynastii Tang. Ubocznym skutkiem wycofania się władz z zarządzania ekonomią, był wzrost handlu, ponieważ otwarły się nowe rynki, nieobciążone biurokratycznym bagażem. Około roku 780 wcześniejszy podatek w ziarnie i obowiązek szarwarku zostały zastąpione podatkiem pieniężnym, płaconym dwa razy do roku. Oznaczało to przechodzenie do gospodarki pieniężnej – trend wzmacniany przez klasę kupiecką. Miasta w południowym regionie Jiangnan, jak Yangzhou, Suzhou i Hangzhou przeżywały w końcu panowania tangowskiego swój „złoty wiek” rozwoju ekonomicznego. W 799 ponad połowę dochodów podatkowych rządu dynastii Tang stanowiły wpływy monopolu solnego, mimo strat poniesionych w czasie rebelii An Shi. Komisja ds. soli, na czele której stali kompetentni ministrowie, specjaliści od finansów, stała się jednym z najpotężniejszych organów władz S.A. M. Adshead twierdzi, że ten podatek solny jest „pierwszym przypadkiem w historii, gdy to podatek pośredni, a nie daniny, obciążenia ludności czy ziemi, czy też przychody z przedsiębiorstw państwowych, takich jak kopalnie, stał się podstawą dochodów znacznego państwa”. Trzeba też zaznaczyć, że mimo słabnięcia potęgi rządu centralnego od połowy VIII w., był on wciąż w stanie funkcjonować i wydawać zarządzenia o szerokim zakresie działania. Tangshu (Kronika dynastii Tang), skompilowana w 945, notuje, że w 828 rząd dynastii wydał dekret standaryzujący pompy łańcuchowe wykorzystywane do irygacji na terenie całego kraju:

W drugim roku ery panowania Taihe [828 r.], w drugim miesiącu... zbudowano w pałacu standardowy model pompy łańcuchowej i ludzie z  Jingzhao Fu [czyli stolicy] otrzymali rozkaz cesarski, by wykonać znaczną liczbę tych maszyn, by je rozesłać do osad wzdłuż kanału Zheng Bai, do prac nawadniających.

Ostatnim władcą dynastii Tang, który miał ambicję rządzić samodzielnie był cesarz Xianzong (pan. 805–820), który oparł się o wcześniejsze reformy podatkowe z lat 780., w tym wspomniany monopol solny. Zgromadził także sprawną i dobrze wyćwiczoną armię pod dowództwem pałacowych eunuchów. Była to Armia Niebiańskiej Strategii, licząca 240 tys. ludzi w 798. W latach 806 i 819, cesarz Xianzong poprowadził siedem wielkich operacji wojskowych przeciw prowincjom, które ogłosiły autonomię od władz centralnych; udało mu się podporządkować wszystkie z wyjątkiem dwóch. Także za czasów jego panowania przerwane zostało dziedziczenie jiedushi, bo cesarz zastąpił ich swoimi własnymi dowódcami wojskowymi i ponownie wprowadził urzędników centralnej służby cywilnej do administracji prowincjonalnej. Niestety jego następcy ani nie byli tak zdolni, ani tak ambitni: interesowało ich głównie wygodne życie, polowania, bankiety i inne rozrywki, na skutek czego coraz więcej władzy przechodziło w ręce eunuchów, zwłaszcza, że podziały frakcyjne i konflikty między urzędnikami konfucjańskimi, osłabiały regularną biurokrację. Po nieudanej próbie przewrotu i pozbycia się pałacowych eunuchów, jaką podjął cesarz Wenzong (pan. 826–840), nic już nie ograniczało ich potęgi: na polecenie eunuchów, sojusznicy Wenzonga zostali publicznie straceni na Zachodnim Rynku Chang’anu.

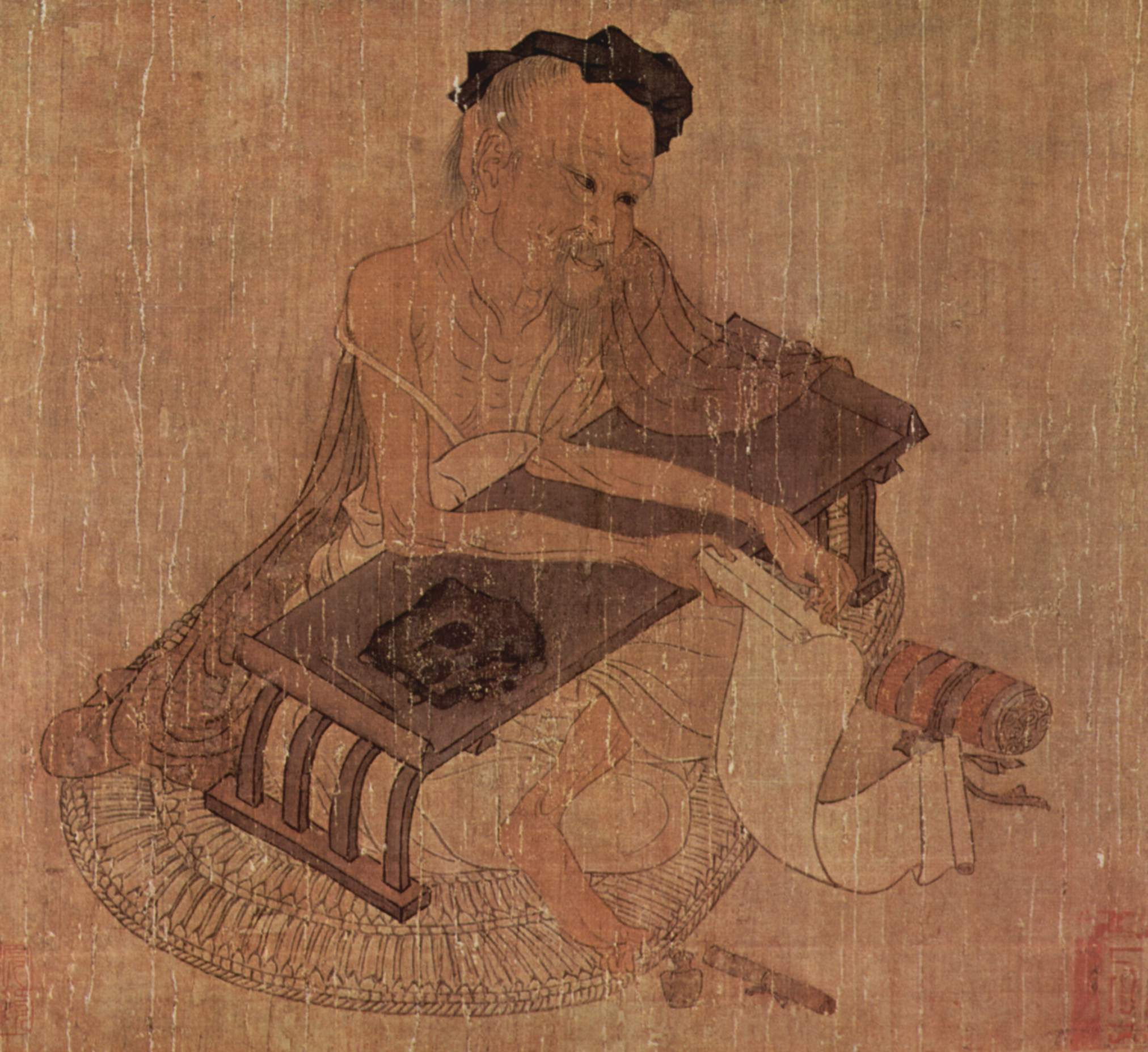
Portret uczonego Fu Shenga, autorstwa tangowskiego poety, muzyka i malarza Wang Weia (701–761). Muzeum Sztuk Pięknych w Osace

#### Upadek
Poza katastrofami naturalnymi i zwiększaniem się lokalnej potęgi jiedushi, trwające dziesięć lat powstanie Huang Chao (874–884) zniszczyło wielkie połacie kraju, w tym obydwie stolice (Chang’an i Luoyang). Aczkolwiek Tangom udało się w końcu stłumić rebelię, dynastia nigdy już nie odzyskała sił po tej katastrofie. Wojna ułatwiła zadanie innym siłom wojskowym, które ostatecznie przejęły władzę. Po kraju krążyły też duże grupy bandytów, czasami równe siłą niewielkim armiom. Grupy te w ostatnich latach panowania dynastii pustoszyły tereny wiejskie, przemycały sól, atakowały karawany kupieckie, a nawet oblegały warowne miasta.
Jednym z wodzów powstania Huang Chao był dawny przemytnik soli Zhu Wen. Przeszedł on na stronę Tangów i pomógł pobić Huang Chao, za co został nagrodzony szybką promocją w armii. W 907 zakończył on panowanie dynastii Tang, gdy (pełniąc funkcję wojskowego gubernatora w stolicy) obalił ostatniego cesarza, imieniem Ai i sam zajął tron, ogłaszając powstanie Późniejszej dynastii Liang, pierwszej z Pięciu Dynastii. Rok później, obalony Ai został na rozkaz Zhu Wena otruty.
Choć zamach na cesarza i uzurpacja władzy nie przyniosła mu chwały, Zhu Wen okazał się sprawnym administratorem. Jako cesarz Taizu Późniejszej dynastii Liang był odpowiedzialny za budowę wielu dróg, nowych murów wokół kwitnącego miasta Hangzhou (które później stało się stolicą Południowej dynastii Song), jak również nadmorskiego muru osłaniającego wybrzeże w pobliżu miasta.

## Kultura i społeczeństwo

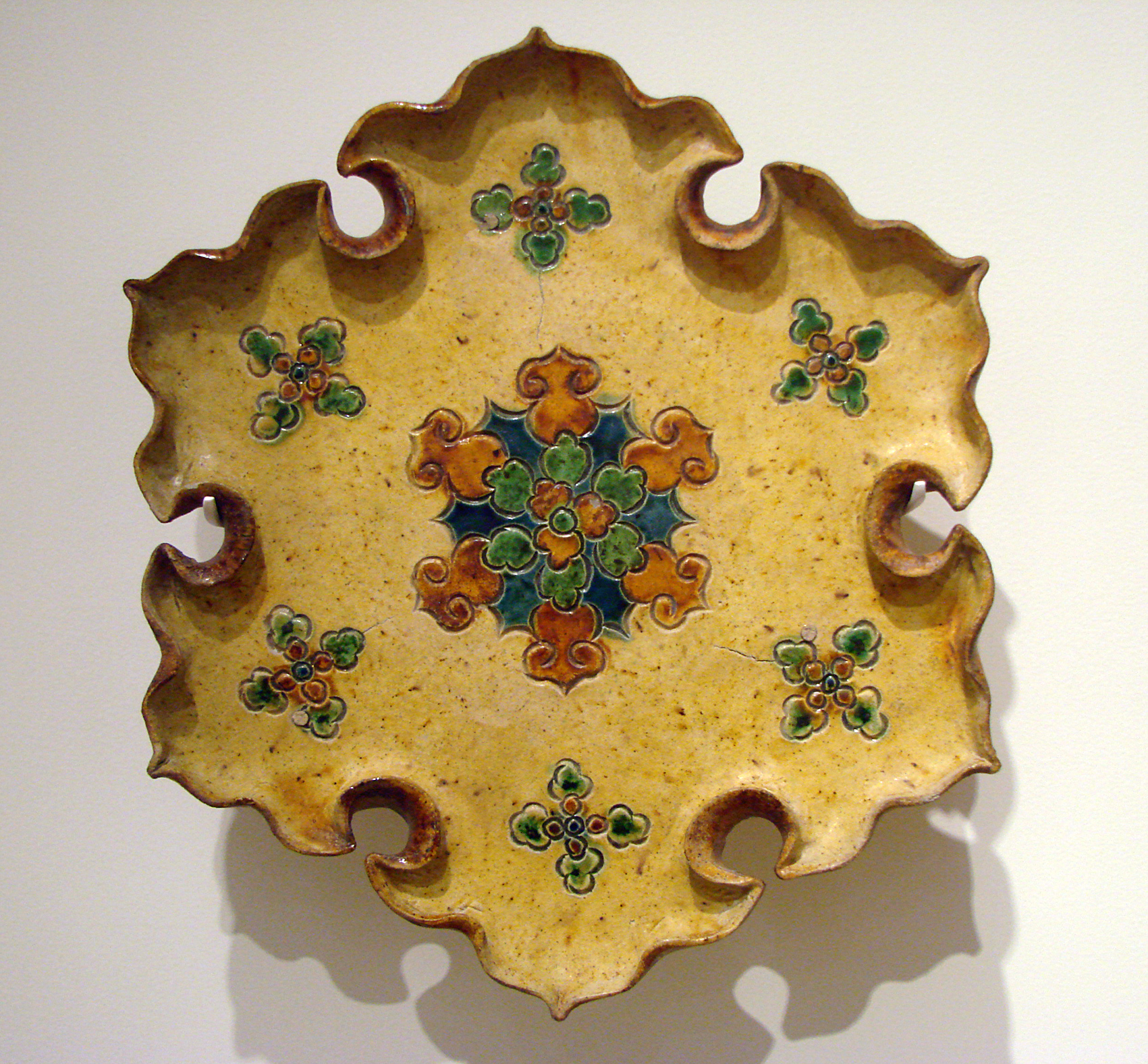
Tangowskie naczynie z polewą typu sancai i rytymi zdobieniami, VIII w. Muzeum Guimet

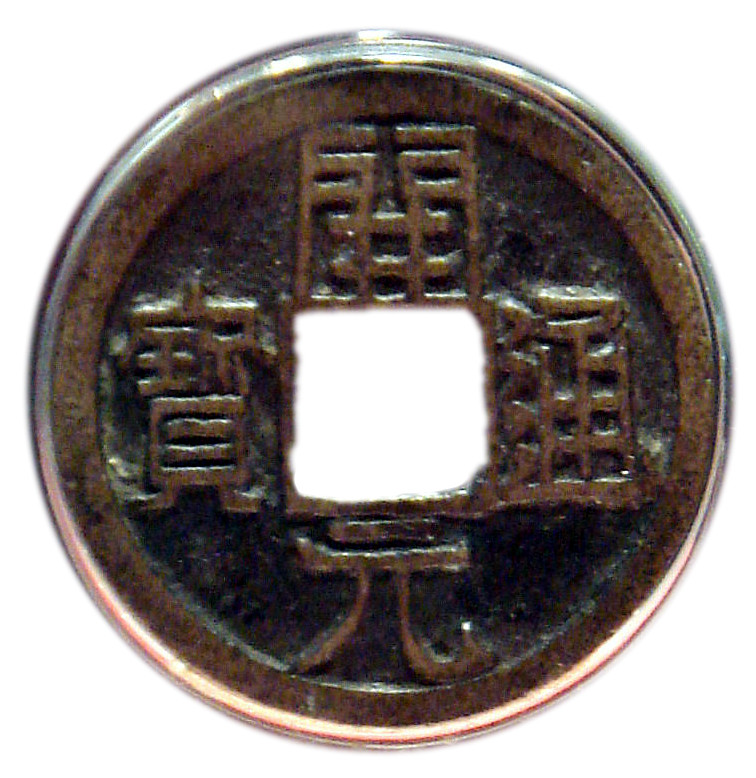
Tangowska moneta Kai Yuan Tong Bao (開元通寶), odlana po raz pierwszy w 621 w Chang’an; monety takie stały się wzorem dla japońskich Wadōkaichin z VIII w.

Dynastie Sui i Tang odchodziły od bardziej arystokratycznej kultury poprzedzających je Dynastii Północnych, kierując się ku etosowi konfucjańskiemu. System rządów miał oparcie w silnej grupie konfucjańskich intelektualistów, wybieranych drogą egzaminów lub rekomendacji. Taoizm i buddyzm należały także do podstawowych ideologii tego okresu i odgrywały wielką rolę w codziennym życiu wielu ludzi. Chińczycy czasów Tang oddawali się wielu rozrywkom, jak bankiety (w tym suto zakrapiane), wycieczki, sporty i inne; równocześnie nastąpił ogromny rozkwit chińskiej literatury, na co wpływ miało rozpowszechnienie się druku.

### Rozrywki w epoce Tang
W epoce więcej czasu, w porównaniu do okresów wcześniejszych, spędzano na rozrywkach – dotyczyło to zwłaszcza klas wyższych. Tangowskie elity uprawiały wiele sportów na świeżym powietrzu, jak np. łucznictwo, polowanie, polo, gra w piłkę cuju, walki kogutów, a nawet przeciąganie liny. Urzędnicy rządowi otrzymywali urlopy podczas pracy w administracji: co trzy lata mieli prawo do 30 dni wakacji, by odwiedzić rodziców, jeśli ci mieszkali więcej niż 1600 km od nich, lub 15 dni jeśli dystans wynosił ponad 270 km (czas podróży nie był wliczany). Urzędnikom przysługiwało też 9 dni urlopu z okazji wesela syna lub córki, oraz pięć, trzy lub jeden dzień wolny, jeśli żenił się dalszy krewny (bez czasu na podróż); innym przywilejem były trzy dni wolne z okazji ceremonii przywdziania męskiego nakrycia głowy przez syna (czyli oficjalnego wstąpienia w dorosłość) lub jeden dzień, w przypadku syna dalszego krewnego.
Tradycyjne święta chińskie jak Chiński Nowy Rok, Święto Latarni, Qingmingjie i inne, były powszechnie obchodzone. W stołecznym Chang’anie obchody były szczególnie huczne, zwłaszcza Święta Latarni, z okazji którego zawieszano na trzy dni oficjalny zakaz przebywania poza domem o zmroku. Między 628 a 758 rokiem, dwór cesarski ogłosił łącznie 69 wielkich świąt ogólnopaństwowych, które cesarz wyznaczał w specjalnych okolicznościach, jak ważne zwycięstwa wojenne, obfite zbiory po okresie suszy lub głodu, ogłoszenia cesarskiej amnestii, wyznaczenia następcy tronu itp.. Z okazji specjalnych uroczystości, urządzano czasem gigantyczne i niezmiernie obfite bankiety, do organizacji których dwór posiadał wyznaczone agencje, dysponujące własnym sztabem. Wśród takich bankietów można wymienić przyjęcie dla liczącej 1100 osób starszyzny Chang’anu w 664, przyjęcie dla 3500 oficerów Armii Niebiańskiej Strategii w 768, czy bankiet dla 1200 dam pałacowych i członków rodziny cesarskiej w 826 roku. Picie wina i innych napojów alkoholowych było głęboko zakorzenione w kulturze chińskiej i ludzie pili je przy każdej niemal okazji towarzyskiej. Jeden z urzędników z VIII w. miał posiadać budowlę na planie „S”, zwaną „Piwną Grotą”, której podłoga składała się z 50 tysięcy cegieł, a wszystkie zawierały miseczki, których gospodarz i jego goście mogli użyć, jeśli naszła ich ochota na łyk alkoholu.

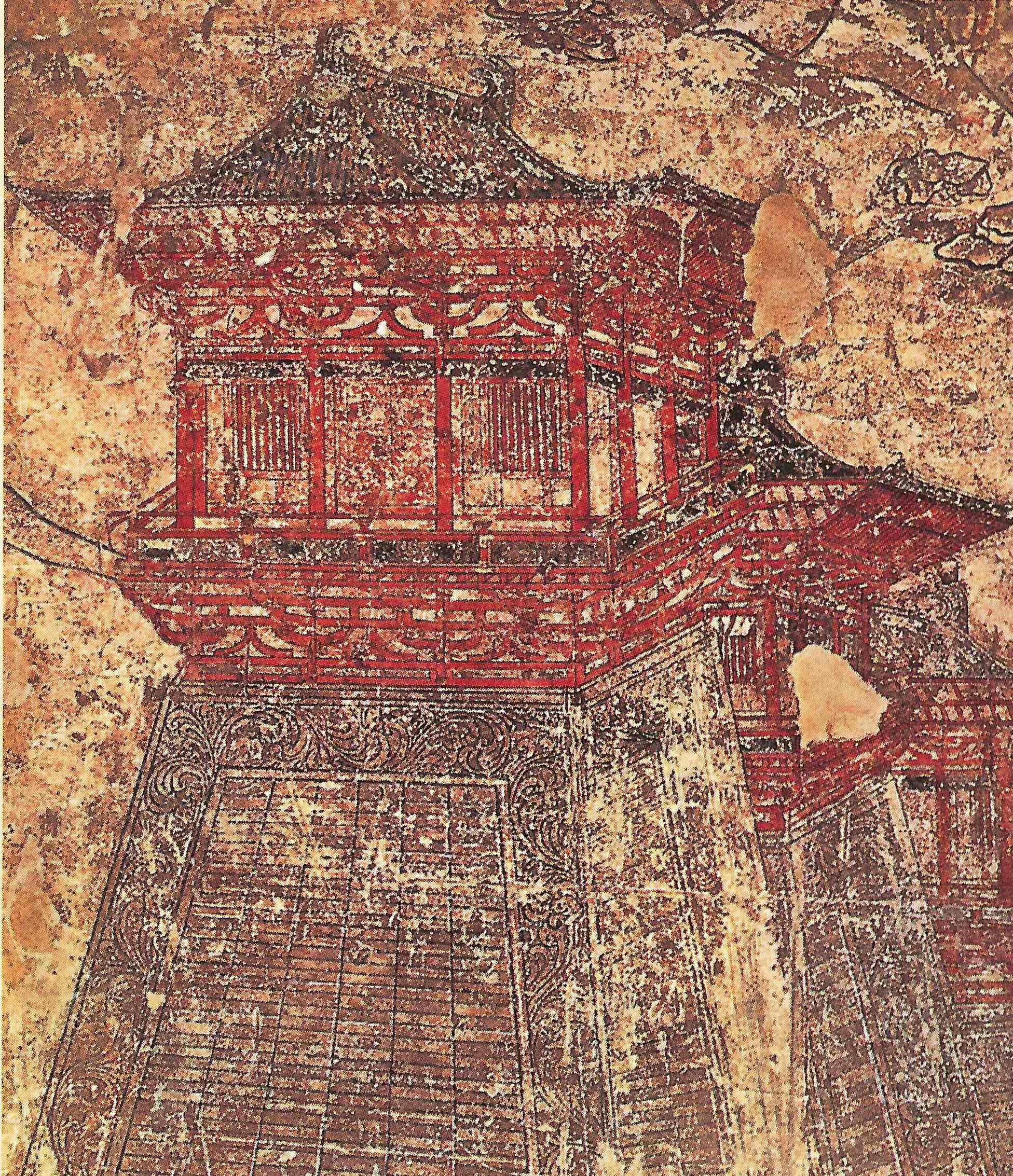
Malowidło naścienne z grobu księcia Yide, datowanego na 701 r., przedstawiające narożną wieżę obwałowanego miasta chińskiego, prawdopodobnie Chang’anu. Mauzoleum Qianling

### Stolica dynastii – Chang’an i inne ważne ośrodki miejskie
Już wcześniej stolice dynastii Han i Jin miały swe stolice na miejscu Chang’anu, lecz po zniszczeniach wojennych, wzorem dla tangowskiego Chang’anu stała się stolica wzniesiona przez poprzednią dynastię – Sui. Miasto miało kształt niemal kwadratowy – jego mury liczyły 10 km ze wschodu na zachód i 8 km z północy na południe. Z głównej bramy Mingde, położonej w centrum południowego muru, szeroka aleja prowadziła prosto na północ do centrum administracyjnego, za którym leżała brama Chentian, wejście do pałacu cesarskiego. Aleję tę przecinało pod kątem prostym 14 dużych ulic, biegnących ze wschodu na zachód, podczas gdy 11, skierowanych północ-południe, biegło do niej równolegle. Te główne ulice tworzyły siatkę 108 kwartałów; każdy z nich otoczony był osobnym murem z czterema bramami, a w środku znajdowały się liczne budynki i osiedla. Taki szachownicowy plan miasta stał się bardzo sławny, wspominał go nawet Du Fu w jednym ze swoich wierszy i był szeroko naśladowany w Chinach i poza ich granicami. W okresie Heian, miasto Heian-kyō (dzisiejsze Kioto) w Japonii zostało oparte na takim samym założeniu siatki ulic przecinających się pod kątem prostym, prowadzących do głównych bram; zostało też posadowione zgodnie z tradycyjną geomancją podobnie jak Chang’an. Ze 108 kwartałów Chang’anu, dwa (o wymiarach pełnego kwartału) zostały przeznaczone na targi, nadzorowane przez rząd; w innych miejscach zabezpieczono grunty dla świątyń, ogrodów, stawów, itp.. W całym mieście było 111 klasztorów buddyjskich, 41 świątyń taoistycznych, 38 świątyń rodowych i 2 oficjalne, 7 kościołów zagranicznych religii, 10 kwartałów z biurami dla urzędników przybywających z prowincji, 12 głównych gospód i 6 cmentarzy. Otwarte pola przeznaczone dla publicznych rozrywek, obszerne boiska do polo lub piłki cuju, należące do bogatych domów, zajmowały niemal całą powierzchnię niektórych kwartałów.

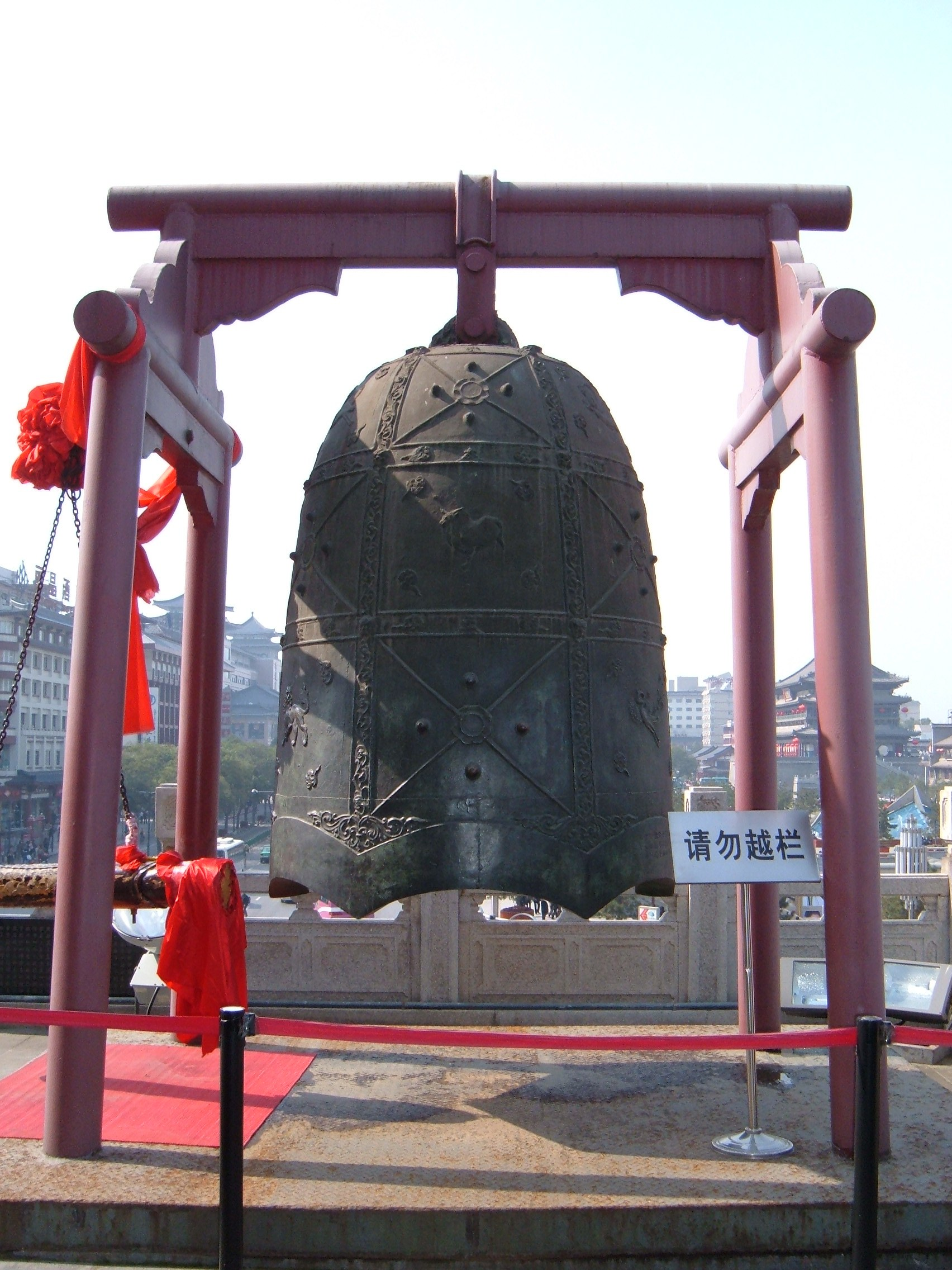
Brązowy Dzwon Jingyun, odlany w 711, znajdujący się obecnie w Wieży Dzwonu w Xi’an (wys. 247 cm, waga ok. 6500 kg)

Stolica Tang była podówczas największym miastem świata, a liczba jej ludności, miasta właściwego i posiadłości podmiejskich, sięgała 2 milionów. Było to bardzo kosmopolityczne miasto, wśród jego mieszkańców znajdowali się przybysze z Persji, Azji Środkowej, Japonii, Korei, Wietnamu, Tybetu, Indii i wielu innych krajów. Przedstawiciele tak wielu narodów wyznawali oczywiście bardzo wiele religii, jak buddyzm, nestorianizm, manicheizm, Zaratusztrianizm, judaizm i islam. Otwarta droga do Chin, którą zapewniał jedwabny szlak, ułatwiała wielu cudzoziemcom z zachodu imigrację i osiedlanie się w Chinach; Chang’an, wschodni koniec Szlaku, miał ok. 25 tys. zagranicznych mieszkańców. Klientów przyciągały do tawern egzotyczne, blondwłose i zielonookie tocharyjskie dziewczęta, serwujące wino w pucharach z agatu i bursztynu, śpiewające i tańczące. Prawo z 628 roku, którego celem była ochrona chińskich kobiet przed krótkotrwałymi małżeństwami z wysłannikami obcych krajów, nakazywało cudzoziemcom, którzy chcieli poślubić Chinki, zamieszkanie w Chinach i zakazywało im zabrania żony ze sobą, gdyby zdecydowali się na powrót do ojczyzny. W czasie swego panowania, Tangowie wydali kilka praw, zmierzających do segregacji Chińczykow od cudzoziemców. W 779 wydano np. edykt, nakazywano mieszkającym w stolicy Ujgurom nosić stroje narodowe, zakazywano im małżeństw z Chinkami i podawania się za Chińczyków.
Chang’an był siedzibą władz centralnych i domem dla rodziny cesarskiej; miasto było pełne przepychu i bogactwa, choć nie stanowiło najważniejszego centrum ekonomicznego. Najważniejszym z gospodarczego punktu widzenia było Yangzhou nad Wielkim Kanałem, niedaleko Jangcy.

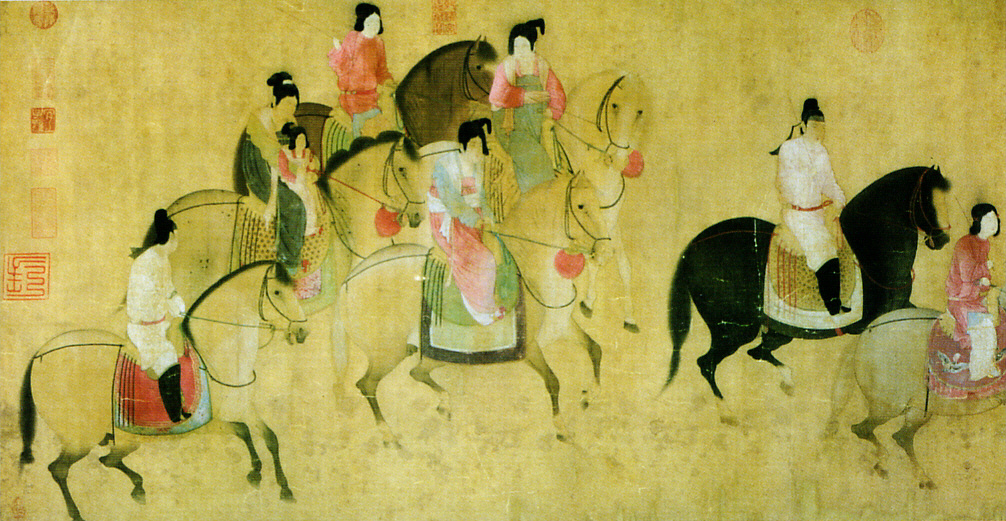
Majówka tangowskiego dworu, autorstwa Zhang Xuana (713–755). Muzeum Liaoning

Yangzhou, największe centrum przemysłowe epoki, było siedzibą biura tangowskiego państwowego monopolu solnego; służyło jako punkt przeładunkowy zagranicznych towarów rozprowadzanych do wszystkich większych miast północnych Chin. Podobnie jak morski port w Kantonie na południu, w Yangzhou spotykały się tysiące kupców z całej Azji.
Tangowskie imperium wykorzystywało też drugą stolicę w Luoyangu, którą na przykład preferowała cesarzowa Wu Zetian. W 691 roku nakazała ona przenieść się ponad 100 tysiącom rodzin (ponad 500 tys. ludzi) z okolic Chang’anu, by zaludnić Luoyang. Miasto to stało się drugim pod względem wielkości w państwie, licząc około miliona mieszkańców; rozwojowi sprzyjała bliskość rzeki Luo, co ułatwiało wykorzystanie potencjału południowego rolnictwa i ruchu handlowego na Wielkim Kanale. Kiedy jednak udało się rozwiązać problem całorocznego zaopatrzenia Chang’anu w żywność i inne niezbędne zasoby, dwór tangowski pozbawił Luoyang rangi stolicy i po 743 roku nie odwiedzał już tego miasta. Już w 736 roku zbudowano sieć spichrzów w najważniejszych punktach na trasie Yangzhou-Chang’an, dzięki czemu wyeliminowane zostały opóźnienia w transporcie, psucie się frachtu i kradzieże. W 743 na wschód od Chang’anu wykopano sztuczny zbiornik, który służył jako port przeładunkowy, gdzie ciekawscy mieszkańcy północy mogli obserwować wielość łodzi z południowych Chin, przywożących dobra składające się na podatki i trybut dla dworu cesarskiego.

### Literatura

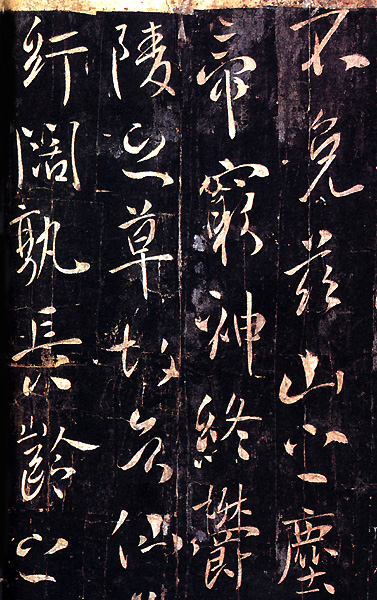
Kaligrafia autorstwa cesarza Taizonga na steli z epoki. Biblioteka Narodowa Francji

Okres tangowski był złotym wiekiem chińskiej literatury i sztuki. Do czasów dzisiejszych zachowało się ponad 48 900 wierszy stworzonych przez ok. 2200 autorów. Umiejętność komponowania poezi stała się wymaganym elementem przygotowań do egzaminów urzędniczych, a tworzenie poezji stało się bardzo obszarem ostrej konkurencji: pojedynki poetyckie między szacownymi gośćmi i dworakami podczas bankietów wydawanych przez elity i dworskich przyjęć były częstą rozrywką. Do popularnych stylów poezji tangowskiej należały gushi i jintishi; sławny poeta tej epoki, Li Bai (701–762) był mistrzem pierwszego stylu, a Wang Wei (701–761) i Cui Hao (704–754) – drugiego. Wiersze jintishi, czyli w stylu regularnym, miały stałą formę ze strofą składającą się z ośmiu wersów, każdy składający się z siedmiu ideogramów, ze stałym schematem tonów, w którym drugi i trzeci kuplet miały odwróconą strukturę tonów (odwrócenie to z reguły ginie w tłumaczeniach). Z poezji wszystkich epok historii Chi, wiersze tangowskie cieszą się największą popularnością. Przyczynił się do tego wielki szacunek dla poezji tej epoki, jaki wykazywali intelektualiści następnej epoki Song. Yan Yu (嚴羽; działał 1194–1245) twierdził, że jako pierwszy uznał poezję z okresu świetności dynastii Tang (ok. 713–766) za wzorcowy materiał, posiadający „status kanonu dla tradycji poezji klasycznej”. Wśród poetów tangowskich, Yan Yu najwyżej cenił Du Fu (712–770), który za własnych czasów nie był tak wysoko oceniany, a współcześni mu uważali go za buntownika przeciw tradycji.
Poza poezją, w okresie Tang rozwijały się także inne formy literackie. Opowieści o zjawiskach nadprzyrodzonych były popularne, jak np. Youyang Zazu (Rozmaitości z Youyang), autorstwa Duana Chengshi (zm. 863) – zbiór zasłyszanych opowieści i zagranicznych legend, sprawozdań z wydarzeń naturalnych, krótkich anegdot, opowieści mitycznych i życia codziennego, a także notatek na różne tematy. Różnorodność materiału sprawia, że trudno go jednoznacznie zaklasyfikować do pojedynczego gatunku literackiego.
Krótkie opowiadania i opowieści (m.in. z rozwijającego się ówcześnie gatunku chuanqi) były także popularne za czasów tangowskich, wśród nich jedną z bardziej znanych była Biografia Yingying, którą napisał Yuan Zhen (779–831); szeroko znana za swoich czasów, kilka wieków później, za rządów mongolskich (1279–1368) stała się podstawą tekstów opery chińskiej. Timothy C. Wong umieścił tę opowieść w kontekście innych tangowskich opowieści o miłości, których tematem często jest gwałtowne uczucie, społeczne zobowiązania, przed którymi nie ma ucieczki i które zmuszają do porzucenia romansu, i wreszcie żal i melancholia. Według Wonga w schemacie tym brak niezniszczalnych więzów i całkowitego poświęcenia się miłości, charakteryzujące zachodnie romanse, takie jak Romeo i Julia; obecne w nich zaś tradycyjne chińskie wartości podkreślające nierozerwalny związek jednostki i jej otoczenia (w tym społeczeństwa), były wehikułem dla stworzenie niezbędnego w utworze romantycznego.

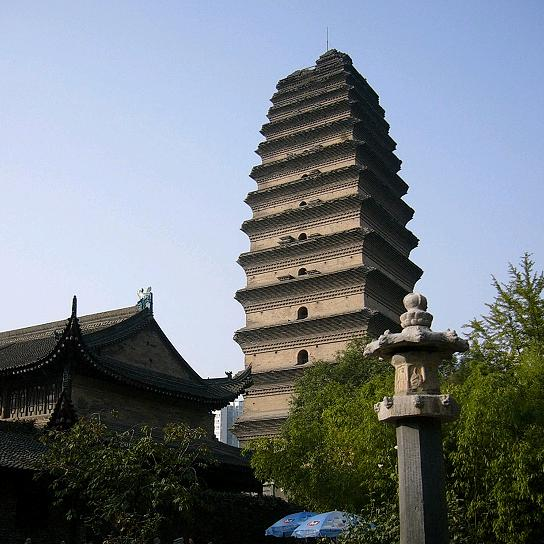
Mała Pagoda Dzikich Gęsi, zbudowana w 709, stała koło kompleksu świątyni Dajianfu w Chang’anie, gdzie buddyjscy mnisi z Indii i innych krajów gromadzili się by tłumaczyć teksty z sanskrytu na chiński

W czasach tangowskich opublikowano w Chinach wielkie encyklopedie. Encyklopedię Yiwen Leiju skompilowali w 624 Ouyang Xun (557–641), jako główny redaktor, z pomocą Linghu Defena (582–666) i Chena Shuda (zm. 635). Gautama Siddha, astronom, astrolog i uczony o indyjskich korzeniach, lecz urodzony w Chang’anie, ukończył w 729 redakcję encyklopedii Kaiyuan Zhanjing (Traktat o Astrologii okresu Kaiyuan).
Chińscy geografowie, tacy jak Jia Dan, pozostawili dokładne opisy obszarów odległych od granic cesarstwa. W swej pracy, powstałej między 785 a 805 rokiem, opisał drogę morską prowadzącą do wlotu Zatoki Perskiej, i że średniowieczni mieszkańcy Persji (których nazywał „ludźmi Luo-He-Yi”) wznosili zdobione filary w morzu, które służyły jako latarnie morskie dla statków, które mogłyby zboczyć z kursu. Sto lat później, arabscy pisarze Al-Masudi i al-Muqaddasi też opisywali podobne konstrukcje, potwierdzając doniesienia Jia o latarniach morskich w Zatoce Perskiej. Innym dziełem, zawierającym wiele informacji geograficznych, było Zhang Tianzhu Guotu (Ilustrowany opis środkowych Indii); napisał je Wang Xuance, tangowski dyplomata, który odbył podróż do Magadha (dziś w północno-wschodnich Indiach) w VII w.
W latach 636 – 659, za czasów panowania cesarza Taizonga i wkrótce po nim, dworscy urzędnicy skompilowali wiele historii poprzedzających dynastii, między innymi Liang Shu (Kronika dynastii Liang), Chen Shu (Kronika dynastii Chen), Beiqi Shu (Kronika Północnej dynastii Qi), Zhou Shu (Kronika dynastii Zhou), Sui Shu (Kronika dynastii Sui), Jin Shu (Kronika dynastii Jin), Beishi (Kronika Dynastii Północnych) i Nanshi (Kronika Dynastii Południowych). Innymi cennymi dziełami historycznymi, powstałymi w okresie tangowskim były Tongdian i Tang Huiyao, aczkolwiek nie zostały włączone do klasycznych Ershisi Shi (Dwudziestu Czterech Historii). Z kolei Shitong (710 r.) autorstwa Liu Zhiji to przykład meta-historii, opis chińskiej historiografii od dawnych czasów, po lata współczesne twórcy. Zapiski z podróży po krajach zachodnich za panowania dynastii Tang (Da Tang Xiyu Ji) opowiada zaś dzieje podróży Xuanzanga, najsławniejszego mnicha epoki Tang; redakcję dzieła, według narracji Xuanzanga, sporządził Bianji.
Liu Zongyuan (773–819) i Han Yu (768–824) zapoczątkowali ruch na rzecz „prozy klasycznej”. Ten nowy styl pisania prozy odchodził od poetyckiej tradycji stylu piantiwen, wywodzącego się z czasów dynastii Han. Pisarze „prozy klasycznej” imitowali 'piantiwen', krytykowali go jednak za niejasność i niewykorzystywanie języka potocznego, starając się, by ich własne dzieła były napisane jaśniej, przejrzyściej i w sposób bardziej bezpośredni. Ten tzw. styl guwen (prozy archaicznej) wywodzi się przede wszystkim z dzieł Han Yu; w następnych wiekach będzie silnie związany z ortodoksyjnym neokonfucjanizmem.

### Herbata, żywność i inne produkty codziennego użytku

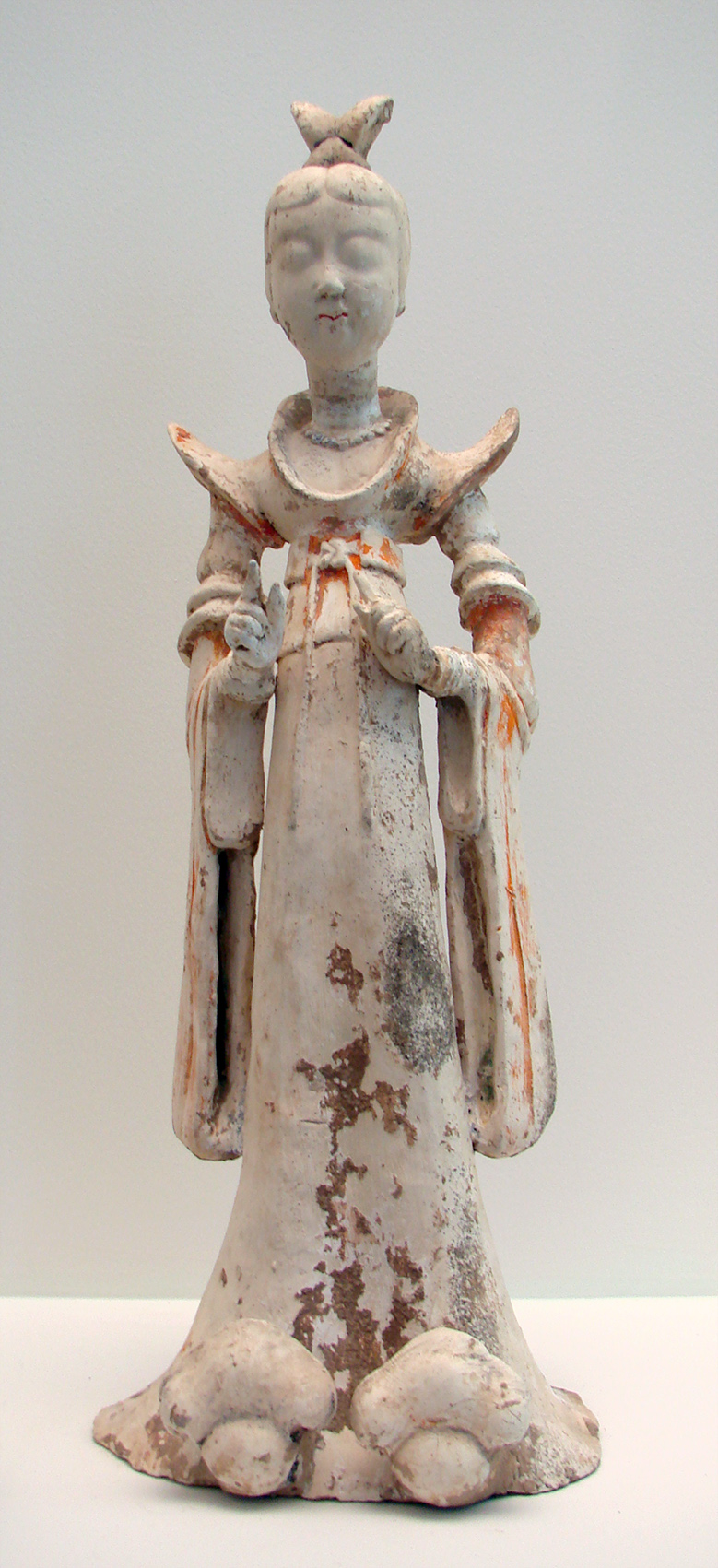
Terakotowa figurka kobiety, VII–VIII w., Muzeum Guimet; za czasów tangowskich kobiety przygotowywały przyjęcia, bankiety i uczestniczyły w grach towarzyskich z gośćmi

Zwyczaj picia herbaty, naparu z liści Camellia sinensis rozpowszechnił się w południowych Chinach za czasów Dynastii Północnych i Południowych (być może wcześniej). Herbatę uznano za napój przyjemny, orzeźwiający i korzystny dla zdrowia. Za czasów dynastii Tang, herbata stała się „synonimem” społecznego wyrafinowania. Tangowski poeta Lu Tong (790–835) poświęcił znaczną część swych wierszy swojemu zamiłowaniu do herbaty. Lu Yu, autor z VIII w., znany jako Herbaciany Mędrzec, napisał nawet traktat o sztuce picia herbaty, Chájīng (Księga herbaty). Także w tym okresie zastosowano papier pakowy (używany w Chinach od II w.p.n.e.), do wyrabiania składanych lub zszywanych woreczków na herbatę, zachowujących aromat liści. W czasach tangowskich papier wykorzystywano do wielu celów, poza pisaniem i pakowaniem. Najstarszy znany zapis o użyciu papieru toaletowego pochodzi z 589, pozostawił go urzędnik-uczony Yan Zhitui (531–591); w 851 arabski podróżnik zanotował, że Chińczycy epoki Tang nie dbają o higienę, albowiem po skorzystaniu z toalety nie myją się wodą, lecz podcierają papierem.
W czasach starożytnych, Chińczycy wyróżnili tzw. „pięć zbóż”, najważniejszych, podstawowych upraw spożywczych. Były to: sezam, soja, pszenica, proso zwyczajne i proso kleiste. Song Yingxing (1587–1666), encyklopedysta z czasów mingowskich, zaznaczył, że ryż nie był zaliczany do „pięciu zbóż” od czasów legendarnego mędrca i herosa kulturowego Shennonga (co do istnienia którego też miał wątpliwości) aż po II tysiąclecie przed naszą erą, ponieważ południowe tereny Chin, których ciepły i wilgotny klimat pozwala na uprawę ryżu, nie były jeszcze wtedy zasiedlone przez Chińczyków.

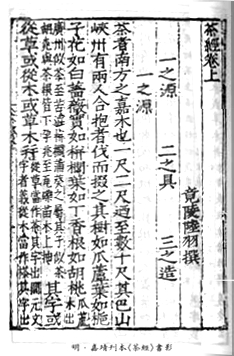
Strona z Chajing autorstwa Lu Yu

Wśród powszechnie wykorzystywanych produktów żywnościowych i przypraw używanych za czasów tangowskich znajdowały się: jęczmień, czosnek, sól, rzepa, soja, gruszki, morele, brzoskwinie, jabłka, granaty, głożyny, rabarbar, orzechy (laskowe, włoskie, kasztany, nasiona sosen), jamy, taro i inne. Wśród spożywanych mięs można wymienić wieprzowinę, drób, jagnięcinę (zwłaszcza cenioną na północy), a z bardziej „egzotycznych”: wydry morskiej, niedźwiedzia (niełatwe w zdobyciu, ale zachowały się przepisy na gotowaną na parze i w wodzie czy marynowaną niedźwiedzinę), a nawet wielbłąda dwugarbnego. Na południu, wzdłuż wybrzeży, bardzo popularne były ryby i owoce morza, a wśród chińskich przysmaków znajdowały się meduzy gotowane z cynamonem, pieprzem syczuańskim i imbirem, ostrygi z winem, mątwy smażone z imbirem i octem, skrzypłocze i kraby, krewetki i ryby rozdymki, zwane przez Chińczyków „morskimi prosiętami”. Niektóre produkty były „tabu” – przykładowo dwór cesarski zniechęcał ludzi do jedzenia wołowiny (bo woły były ważnym źródłem siły roboczej), a w latach 831-833 cesarz Tang Wenzong nawet zakazał uboju bydła, ze względu na swoje buddyjskie przekonania religijne, zakazujące zabijania. Za pośrednictwem handlu transkontynentalnego i zamorskiego, Chińczycy pozyskiwali brzoskwinie z Samarkandy, daktyle, pistacje i figi z Persji, nasiona sosny i korzenie żeń-szenia z Korei, a mango z Południowo-wschodniej Azji. W Chinach zapanował wielki popyt na cukier. Za panowania Harszy (pan. 606–647) w północnych Indiach, posłowie wysłani na dwór tangowski przywiedli ze sobą dwóch specjalistów od wyrobu cukru, którzy nauczyli Chińczyków, jak uprawiać trzcinę cukrową. Także z Indii, z Bengalu, przybywała do Chin bawełna w postaci wyrobów – ale też za czasów tangowskich Chińczycy rozpoczęli uprawę i przerób bawełny, która do czasów dynastii Yuan stała się najważniejszym materiałem tekstylnym w Chinach.
Ważne i szeroko stosowane w Chinach były rozmaite sposoby konserwowania żywności. Zwykli ludzie używali dość prostych metod jak kopanie głębokich jam i kopców, solenie i przepłukiwanie żywności solanką. Cesarz posiadał w swoich parkach i wokół Chang’anu wielkie lodownie do przechowywania żywności, a bogacze i wielkie rody mieli swoje własne, mniejsze lodownie. Każdego roku cesarz nakazywał wyrąbanie 1000 bloków lodu z zamarzniętych rzek w górskich dolinach, każdy o rozmiarach 0,91 m na 0,91 m na 1,06 m. W lecie dwór raczył się wieloma mrożonymi smakołykami np. schłodzonym melonem.

## Nauka, technologia, i medycyna

### Inżynieria
Technologia okresu Tang opierała się na osiągnięciach poprzednich epok. Zainspirowany pracami Zhang Henga (78–139) i Ma Juna (aktywny w III w.) nad zegarami i mechanizmami zębatymi, tangowski inżynier, astronom i mnich Yi Xing (683–727) skonstruował w 725 pierwszy na świecie mechanizm wychwytowy do zegara mechanicznego. Został on wykorzystany, w połączeniu z zegarem wodnym i kołem wodnym do napędu obrotowej sfery armilarnej, podążającej za pozornym ruchem nieba w czasie obserwacji astronomicznych. Mechanizm Yi Xinga wyposażony był także w dzwon, automatycznie dzwoniący co godzinę, i bęben, na którym automat wybijał kwadranse. Zegar astronomiczny Yi Xinga i sfera armilarna, napędzana siłą wodną, stały się znane w cały kraju, ponieważ studenci podchodzący do egzaminów urzędniczych w latach 730. mieli w ramach egzaminu napisać esej o tych urządzeniach. Najpopularniejszym jednak przyrządem do mierzenia czasu, używanym powszechnie w kraju i na dworze cesarskim, pozostawała klepsydra. Jej budowa została udoskonalona ok. 610 przez inżynierów dynastii Sui Geng Xuna i Yuwen Kaia. Wyposażyli oni klepsydrę w bezmian, który pozwalał okresowe zmiany ciśnienia płynu w zbiorniku kompensacyjnym, pozwalając na różnicowanie przepływu, by dopasować go do różnych długości dnia i nocy w różnych porach roku.
W okresie Tang znane były też inne urządzenia mechaniczne, jak np. pochodzący z VIII w., wysoki na 90 cm, żelazny dyspenser do wina w kształcie sztucznej góry, osadzony na podstawie z lakierowanego drewna w kształcie żółwia. Ten złożony mechanizm wykorzystywał pompę hydrauliczną do nalewania trunku przez kurki w kształcie głów smoczych oraz czarki tak wyważone, by po napełnieniu, przechylać się i wylewać zawartość do sztucznego jeziorka, w którym „pływały” rzeźbione, żelazne liście, służące jako tacki na przekąski.

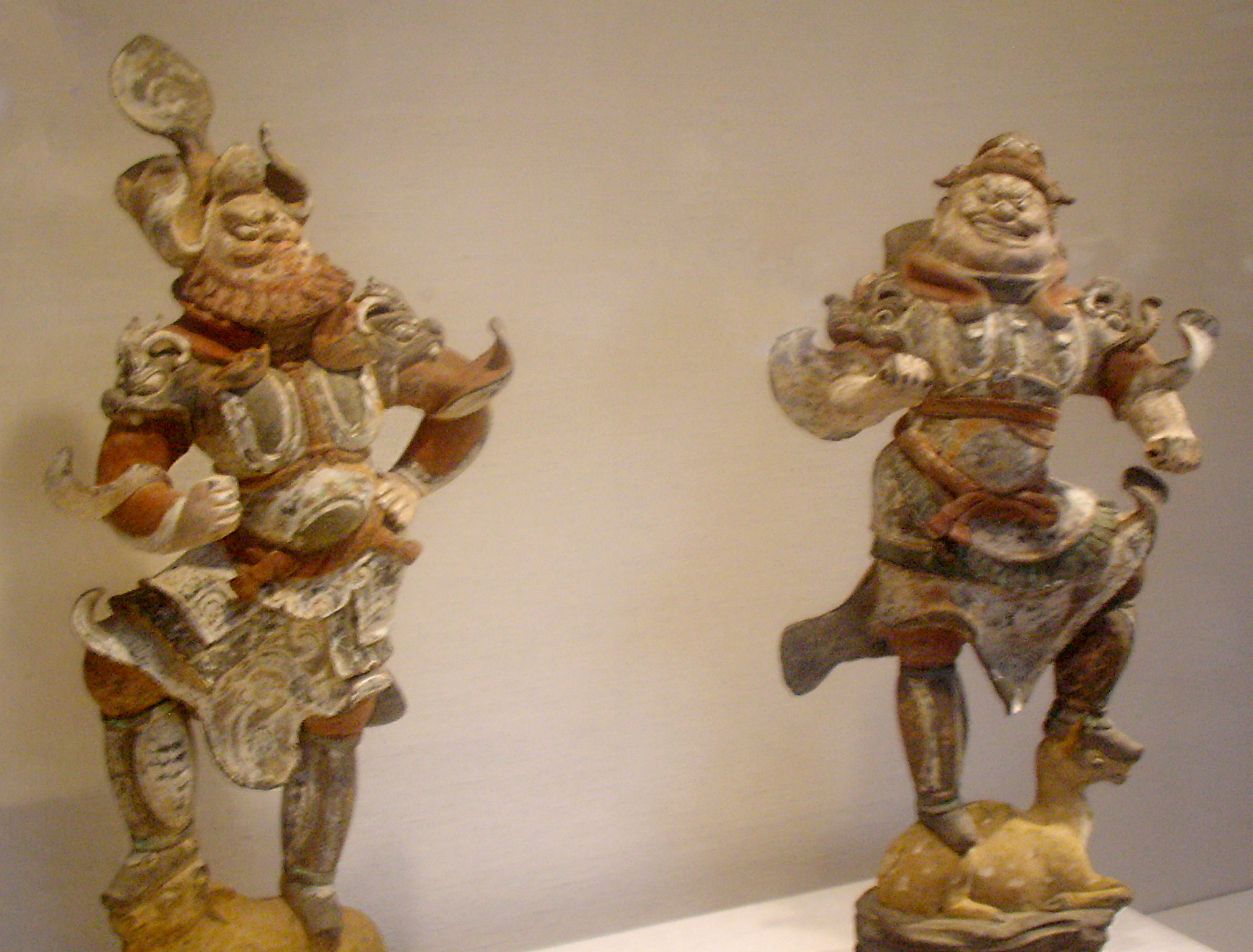
Drewniane figurki strażników grobowych z Metropolitan Museum of Art; podobne, napędzane mechanicznie figurki w tym okresie zabawiały gości nalewając i podając kubki z winem, tańcząc itp.

Charles Benn opisuje, że na południowym stoku góry znajdował się smok. Z gadziego pyska tryskał trunek do kielicha ustawionego na dużym, żelaznym liściu lotosu. Urządzenie było tak wyważone, że gdy kielich był pełny w 4/5, trunek przestawał płynąć. Gość mógł wówczas wychylić kielich, ale musiał go szybko odstawić na podstawkę. Jeśli się spóźniał, z pawilonu na szczycie wychodził mechaniczny podczaszy, uzbrojony w pałkę. Jednak gdy tylko gość odstawił naczynie na miejsce, figurka wracała do swej budki, a smok rozpoczynał napełnianie kubka. Wino z „jeziora” przez dziurkę w dnie było pompowane z powrotem do obiegu (łącznie dyspenser mieścił ok. 15 litrów trunku).
Użycie mechanicznej lalki żartobliwie grożącej gościom było niewątpliwie pomysłowe, jednak nie było nowością: mechaniczne marionetki były znane w Chinach już za czasów dynastii Qin (221–207 p.n.e.), zaś w III w. n.e. Ma Jun skonstruował cały mechaniczny teatr lalek napędzany kołem wodnym. Także w Europie znano podobne urządzenia: Heron z Aleksandrii zbudował automat nalewający wino, wykorzystujący urnę z wewnętrznym zaworem i mechanizmem dźwigniowym, podobnym do opisanego powyżej. Inne opowieści o mechanizmach z czasów tangowskich, jak np. o należącej do generała Yang Wuliana drewnianej figurce mnicha z wyciągniętymi po datki rękami; gdy zebrane monety osiągnęły pewną wagę, ramiona figurki cofały się i wsypywały pieniądze do torby. Ten mechanizm oparty na wadze i dźwigni działał dokładnie jak maszyna na monety skonstruowana przez Herona. Innym mechanizmem była „drewniana wydra” Wang Ju, która miała łapać ryby; Needham przypuszcza, że był to rodzaj sprężynowej pułapki.
W epoce Tang powstały też księgi opisujące rządowe standardy budownictwa: Yingshan Ling (Prawo Budowlane). Fragmenty tego dzieła przetrwały w Tang Lü (Kodeksie Tang). Pierwszym w całości zachowanym traktatem na temat chińskiej architektury jest songowski podręcznik budowlany Yingzao Fashi (Państwowe Standardy Budownictwa) z 1103 roku, autorstwa Li Jie (1065–1101). O skali budownictwa i nadzoru nad nim może świadczyć fakt, że za czasów cesarza Xuanzonga (712–756) Agencja Budynków Pałacowych (Jingzuo Jian) miała w swoich rejestrach 34 850 rzemieślników pracujących dla państwa.

### Druk całostronnicowy

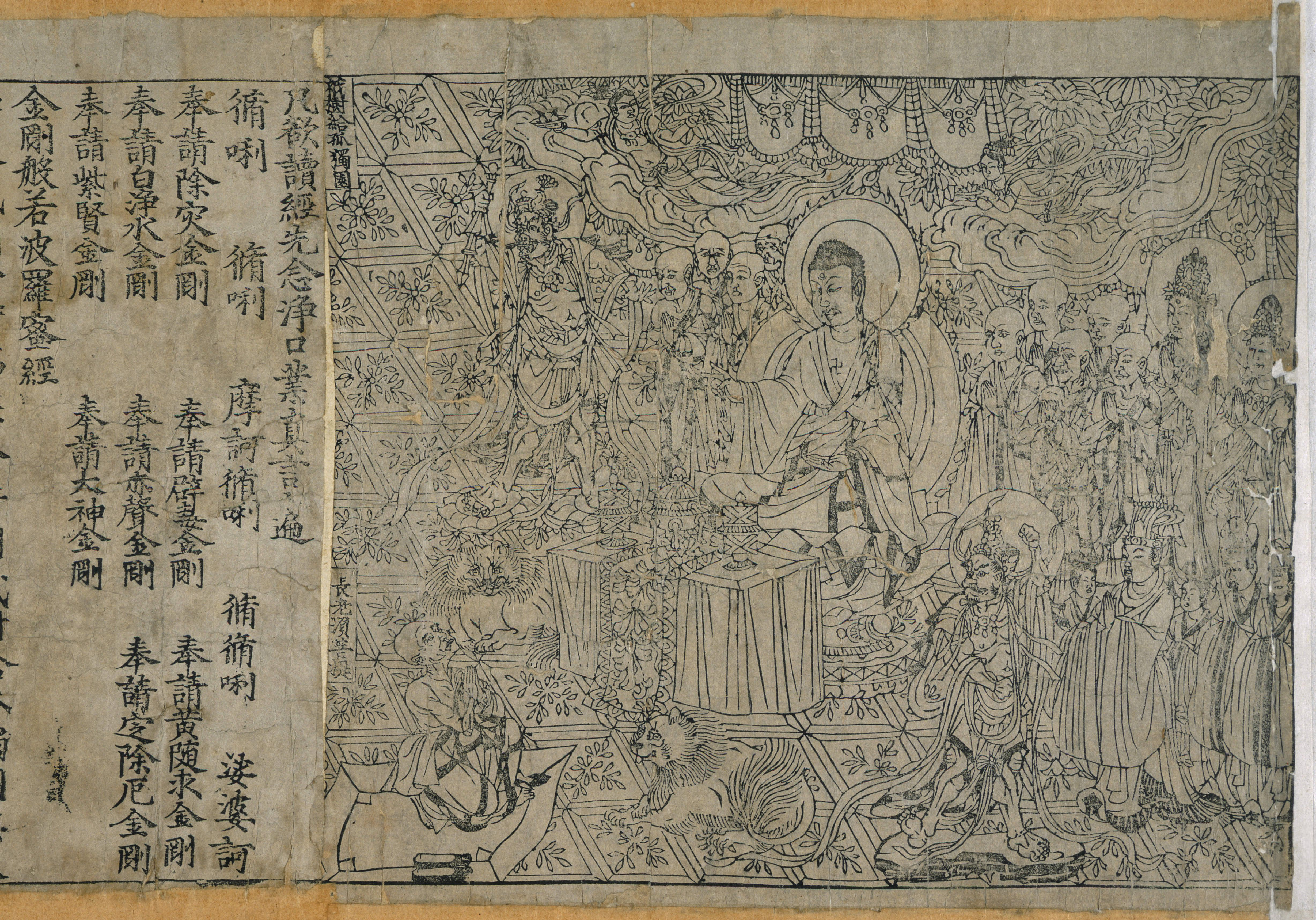
Wydrukowana w 868 w technologii druku całostronicowego Sutra Diamentowa to pierwsza na świecie masowo wydana książka. British Library

Druk ksylograficzny, w którym całą stronę tekstu odbijano z jednego klocka wyżłobionego techniką drzeworytniczą, umożliwił szerokie rozpowszechnienie tekstów pisanych. Jednym z najstarszych zachowanych dokumentów drukowanych jest datowana między 650 a 670 rokiem miniaturowa sutra dharani odnalezienia w Xi’anie w 1974. Sutra Diamentowa była pierwszą książką normalnej długości wydaną w standardowym formacie; jej wydanie, ozdobione ilustracjami w tekście, jest precyzyjnie datowane na 868 rok. Oprócz tekstów buddyjskich, najwcześniejszymi drukowanymi tekstami były kalendarze, niezbędne do obliczania i zaznaczania szczęśliwych i pechowych dni. Ponieważ wydawano bardzo wiele książek, mogła wzrosnąć liczba osób umiejących czytać, w miarę jak uboższe warstwy były w stanie uzyskać tanie źródło słowa pisanego i wiedzy. Spowodowało to, w czasach Północnej dynastii Song, zwiększenie liczby kandydatów z niższych warstw społecznych podchodzących do egzaminów urzędniczych i nierzadko zdających. Drzeworytowy druk całostronnicowy, który upowszechnił się za Tangów, pozostał podstawową techniką druku aż do XIX w., gdy zaczęto używać nowocześniejszej prasy drukarskiej przywiezionej z Europy, aczkolwiek w XI w. Bi Sheng dokonał następnego przełomu technologicznego, opracowując czcionkę ruchomą. „Produktem ubocznym” rozwoju techniki drukarskiej było wyprodukowanie po raz pierwszy w epoce Tang kart do gry.

### Medycyna

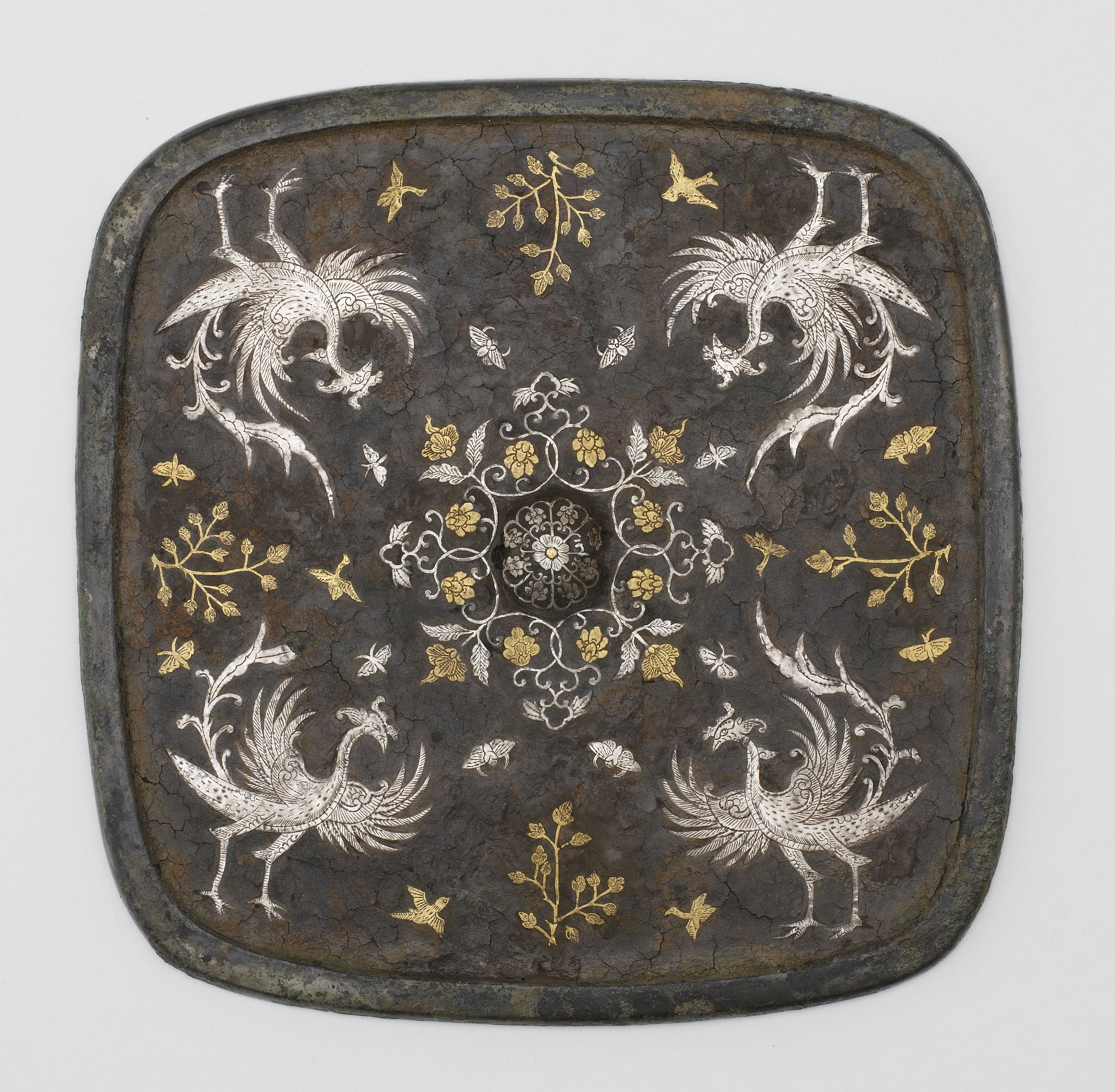
Prostokątne lustro brązowe z motywem feniksa wyłożonego srebrem i złotem, oraz pokryte szelakiem, VIII w. Freer and Sackler Galleries

Chińczycy epoki Tang byli niezmiernie zainteresowani oficjalnym sklasyfikowaniem opisów wszystkich leków wykorzystywanych w farmakologii. W 657 roku cesarz Tang Gaozong (r. 649–683) zamówił sporządzenie i opublikowanie oficjalnej materia medica, obejmującej tekst i ilustrujące go rysunki 833 rozmaitych substancji medycznych otrzymanych z różnego rodzaju skał, minerałów, metali, zwierząt, roślin, warzyw, owoców i zbóż. Tangowie wspierali rozwój nauk medycznych nie tylko kompilując farmakopee, lecz także utrzymując cesarskie uczelnie medyczne, państwowe egzaminy dla lekarzy i publikując podręczniki. Znani autorzy medyczni tego okresu to np. Zhen Chuan (zm. 643) i Sun Simiao (581–682); Zhen jako pierwszy wykrył i opisał, że pacjenci z cukrzycą mają nadmiar cukru w moczu, a Sun – że pacjenci ci powinni unikać alkoholu i pożywienia zawierającego dużo skrobi. Pisma Zhen Chuana i innych autorów tangowskich, zaświadczają, że skutecznie leczono wówczas pacjentów z wolem, używając gruczołów tarczycy pobieranych od owiec i świń. Wyciągi z tarczycy nie były używane do leczenia wola na Zachodzie aż do lat 90. XIX w.. Nie wszystkie ówczesne teorie były zgodne z dzisiejszą wiedzą medyczną, np. Li Xuan, który poświęcił cukrzycy cały traktat, wiązał ją ze słabością układu moczowego i nerek.

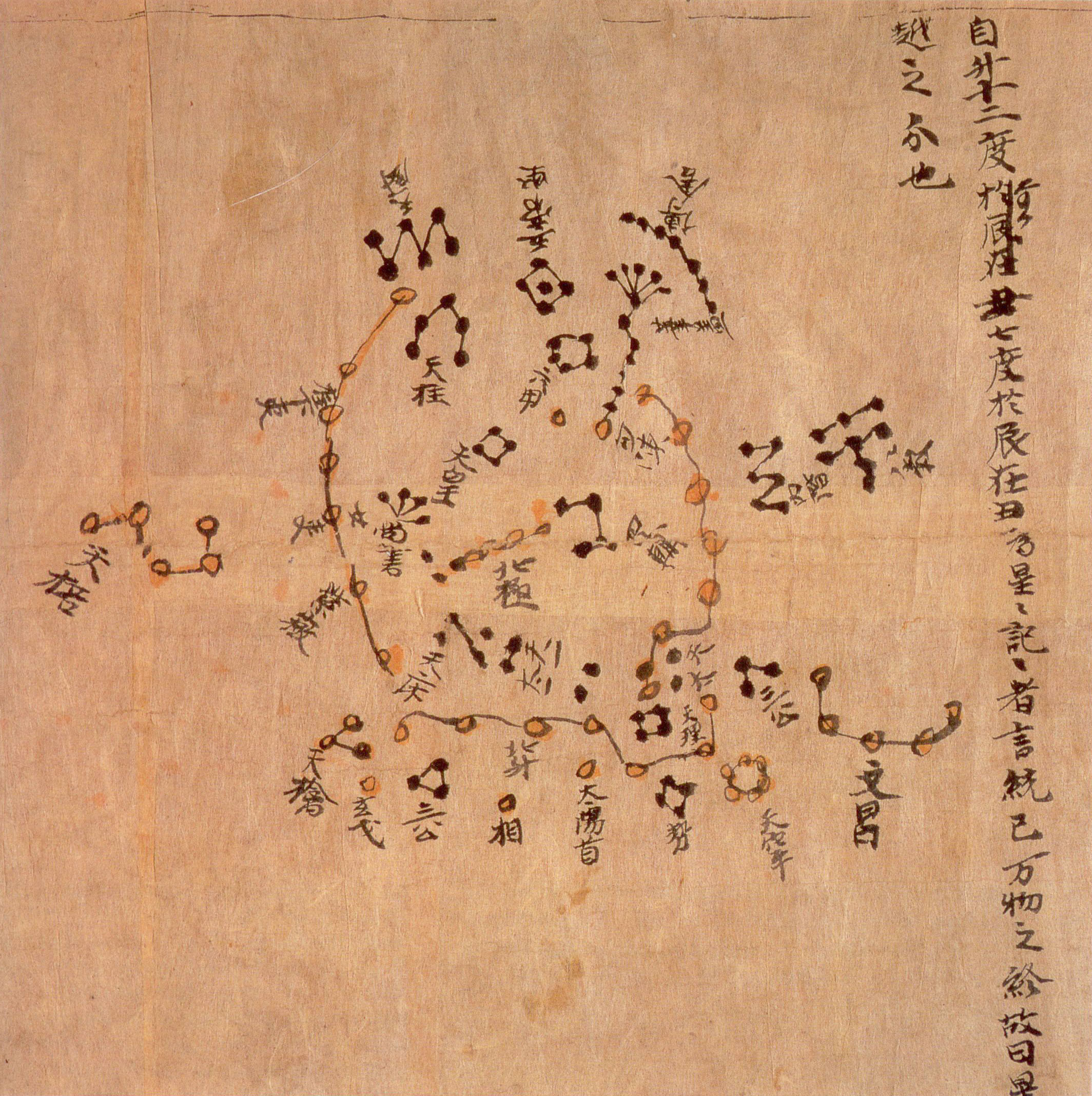
Znaleziona w Dunhuangu mapa nieba ukazująca okolice północnego bieguna niebieskiego ok. roku 700 (British Library). Konstelacje podzielono na trzy „szkoły”: astronomów Wu Xiana, Gan De i Shi Shena, rozróżniane kolorami, odpowiednio: białym, czarnym i żółtym. Cały zestaw map zawierał 1300 gwiazd

### Kartografia
Tangowscy kartografowie rozwinęli i rozszerzyli wiedzę geograficzną i metody jej prezentacji znane od czasów dynastii Han. Kanclerz cesarzy Tang Pei Ju (547–627), w czasie gdy pracował jeszcze jako komisarz ds. handlu w rządzie dynastii Sui, sporządził mapę w 605 skalowaną mapę według wzorów Pei Xiu (224–271). Kanclerz Xu Jingzong (592–672) zdobył sławę m.in. dzięki sporządzenie w 658 mapy Chin. W 785 cesarz Dezong nakazał geografowi i kartografowi Jia Danowi (730–805) wykonanie pełnej mapy Chin i ich dawnych kolonii w Azji Środkowej. Po ukończeniu w 801 roku, mapa miała 9,1 m długości i 10 m wysokości. Mapa rozrysowana była na siatce kwadratowej, w której jeden cal odpowiadał stu li (chińska miara odległości). Późniejsza mapa z 1137, wyrzeźbiona na kamiennej steli i wykorzystująca podziałkę 1 cal – 100 li, jest zbliżona do mapy Jia Dana. Niestety, jedyne oryginalne mapy, jakie zachowały się do naszych czasów to mapy nieba (najstarsze w ogóle odkryte chińskie mapy pochodzą z Qin i zostały wykonane w IV w. p.n.e.; odkopano je w 1986).

### Alchemia, wykorzystanie gazów i klimatyzacja

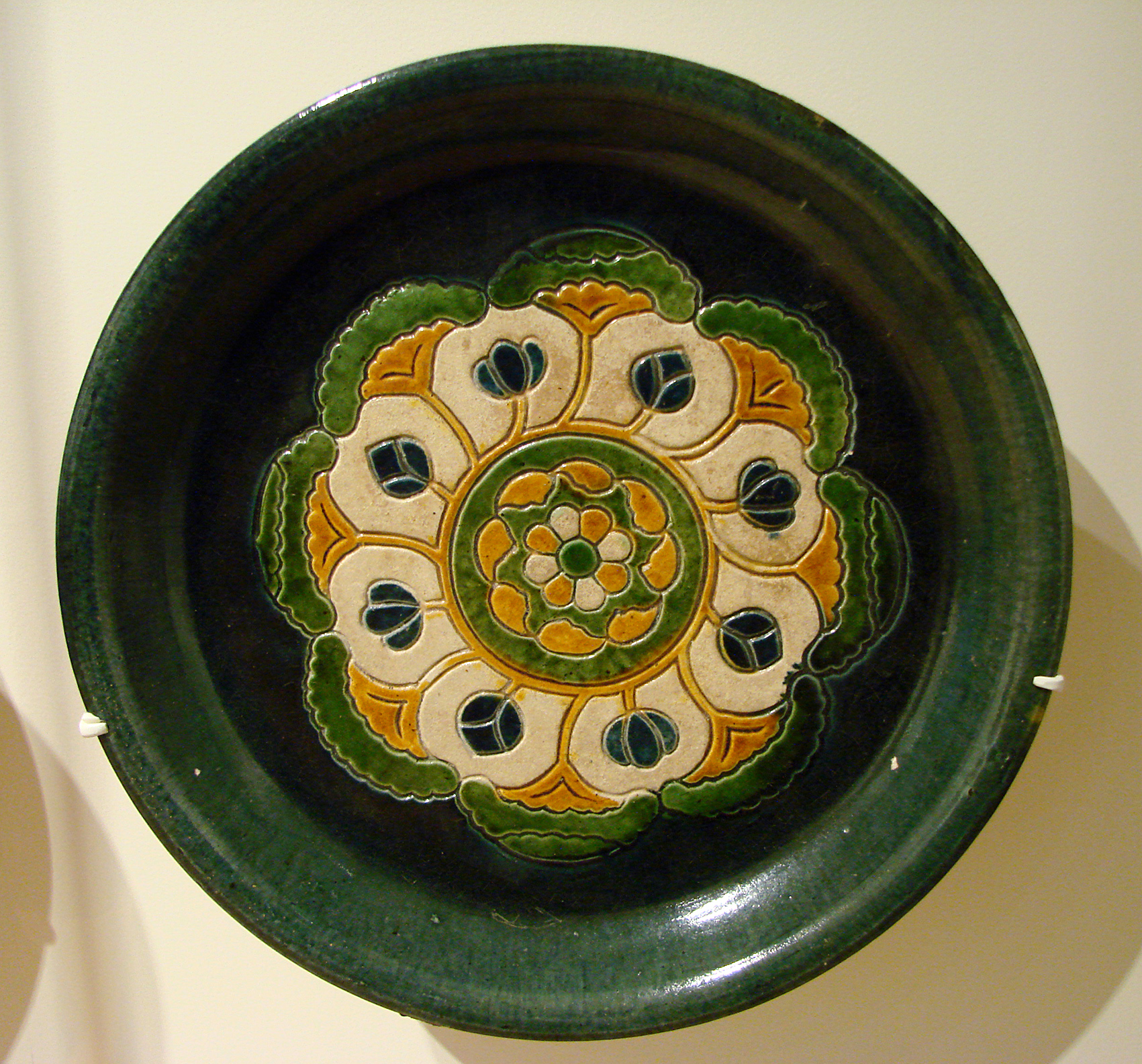
Okrągły talerz ceramiczny z deseniem z polewy „trzech kolorów” (sancai), VIII w. Muzeum Guimet

Rozmaite złożone substancje chemiczne były wykorzystywane do różnych celów w czasach tangowskich, a ich skład często ustalano drogą doświadczeń alchemicznych. Były wśród nich wodoodporna i zapobiegająca zakurzeniu pasta lub pokost do ubrań i broni, odporny na ogień cement do szkła i ceramiki, pasta wodoodporna do jedwabnych strojów używanych przez nurków, pasta polerska do zwierciadeł brązowych, i wiele innych użytecznych przepisów. W okresie Tang w Chinach wynaleziono zeszkloną, półprzeźroczystą ceramikę znaną jako porcelana, aczkolwiek wiele typów szkliwionej i polewanej ceramiki wykonywano tam już wcześniej.
Od czasów hanowskich (202 p.n.e. – 220 n.e.) Chińczycy wiercili głębokie otwory by wydobyć i transportować bambusowymi rurami naturalny gaz ziemny do pieców, gdzie na żeliwnych patelniach odparowywano solankę by uzyskać sól. Tangowski gazeter z Syczuanu donosił, że z jednego z tych odwiertów, głębokiego na 180 m, ludzie nabierali gazu do przenośnych tub bambusowych, które mogli przenosić kilkanaście kilometrów i dopiero wówczas zużyć zawarty w nich gaz. Prawdopodobnie do tych pierwotnych butli gazowych wykorzystywano rodzaj kranu, pozwalającego na upust gazu.
Hanowski wynalazca Ding Huan (akt. ok. 180 r.) wynalazł obrotowy wentylator dla ochłody, który wykorzystywał siedem trzymetrowych, ręcznie napędzanych śmigieł. W 747 roku cesarz Xuanzong zbudował sobie „Zimną Salę” w swoim pałacu, która według Tang Yulin (唐語林) wyposażona była w napędzane kołem wodnym wentylatory, a także fontanny wyrzucające w górę strumienie wody. Za czasów następnej dynastii, Song, źródła wspominają o coraz powszechniejszym wykorzystaniu wentylatorów dla potrzeb klimatyzacji.

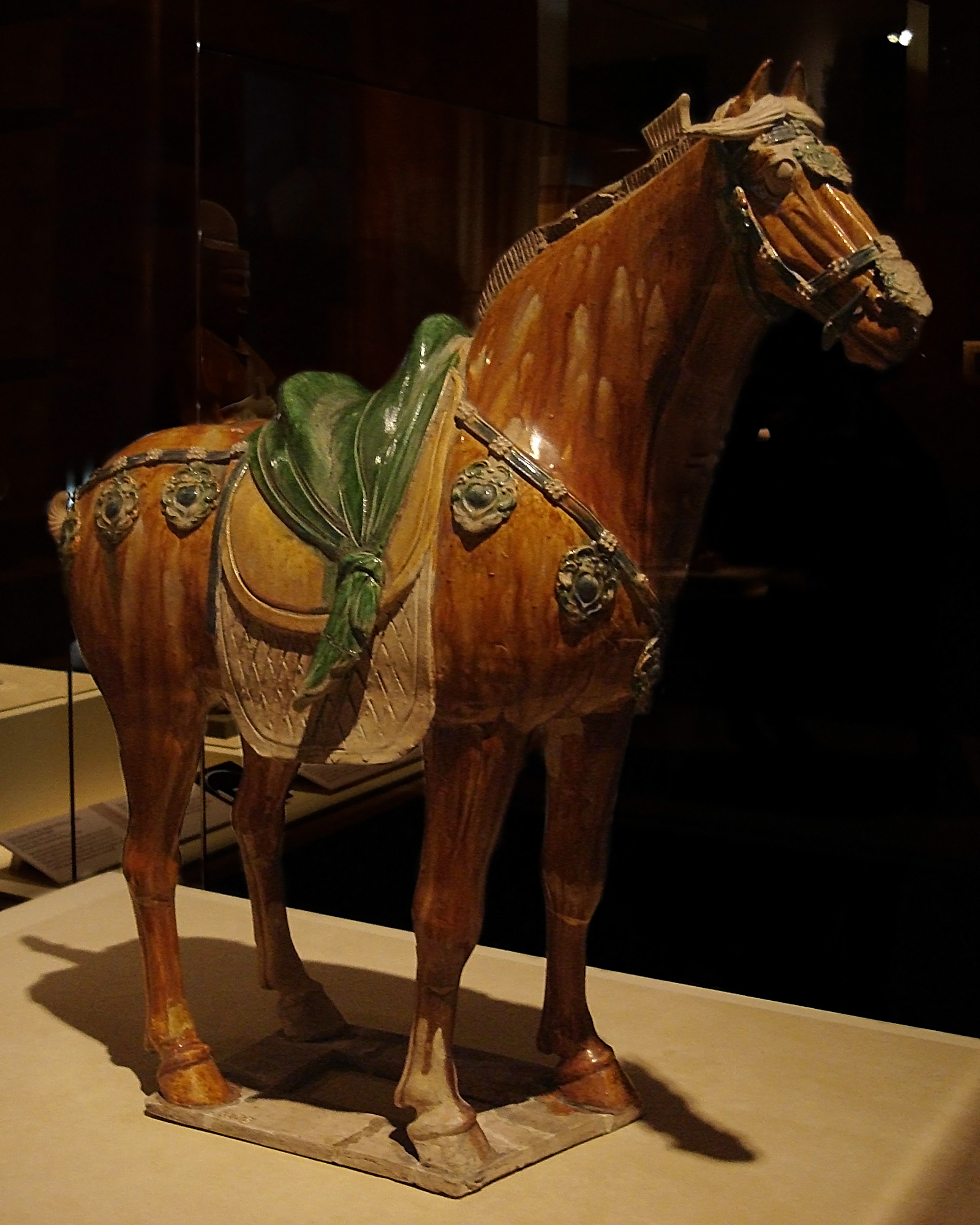
Ten tangowski koń z żółto polewanej ceramiki, ma starannie odwzorowany rząd, z dokładnie wyrzeźbionym siodłem, ozdobionym paskami skóry i dekoracyjnymi okuciami w kształcie kwiatów o ośmiu płatkach i liści moreli

## Historiografia
Pierwszą klasyczną pozycją o czasach tangowskich jest Tang Shu (Kronika dynastii Tang), którą pod koniec życia opracował Liu Xu (887–946), za czasów Późniejszej dynastii Jin. Tekst został następnie inkorporowany do innej kroniki, nazwanej dla odróżnienia Xin Tang Shu (Nową kroniką dynastii Tang), której głównymi autorami byli songowscy historycy Ouyang Xiu (1007–1072), Song Qi (998–1061) i ich współpracownicy; dzieło to powstało w latach 1044 a także 1060. Obydwie kroniki oparte były na wcześniejszych dziełach, obecnie zaginionych. Obydwie należą do kanonu Dwudziestu Czterech Historii Chin. Jedno ze źródeł Kroniki dynastii Han, które się zachowało, to podarowana cesarzowi w 801 roku księga Tongdian, w której Du You opisał wydarzenia do 756 roku. Dzieje dynastii zostały też włączona do gigantycznej, całościowej historii świata Zizhi Tongjian, której redakcję ukończył w 1084 zespół uczonych pod kierownictwem byłego kanclerza dynastii Song, Sima Guanga (1019–1086). Dzieło to, zawierające ponad trzy miliony znaków chińskich w 294 tomach, opisuje historię Chin od czasów Królestw Walczących do założenia dynastii Song w 960 roku.

## Dodatkowe lektury
- Marc S. Abramson: Ethnic Identity in Tang China. Philadelphia: University of Pennsylvania Press, 2008. Brak numerów stron w książce
- Arthur Cotterell: The Imperial Capitals of China: An Inside View of the Celestial Empire. London: Pimlico, 2007. Brak numerów stron w książce
- E. de la Vaissière: Sogdian Traders. A History. Leiden: Brill, 2005. Brak numerów stron w książce
- Edward H. Schafer: The Vermilion Bird: T’ang Images of the South. Berkeley and Los Angeles: University of California Press, 1967. Brak numerów stron w książce
- Słownik rodzajów i gatunków literackich. Grzegorz Gazda (red.). Warszawa: Wydawnictwo Naukowe PWN, 2012.